# Photographie sous-marine

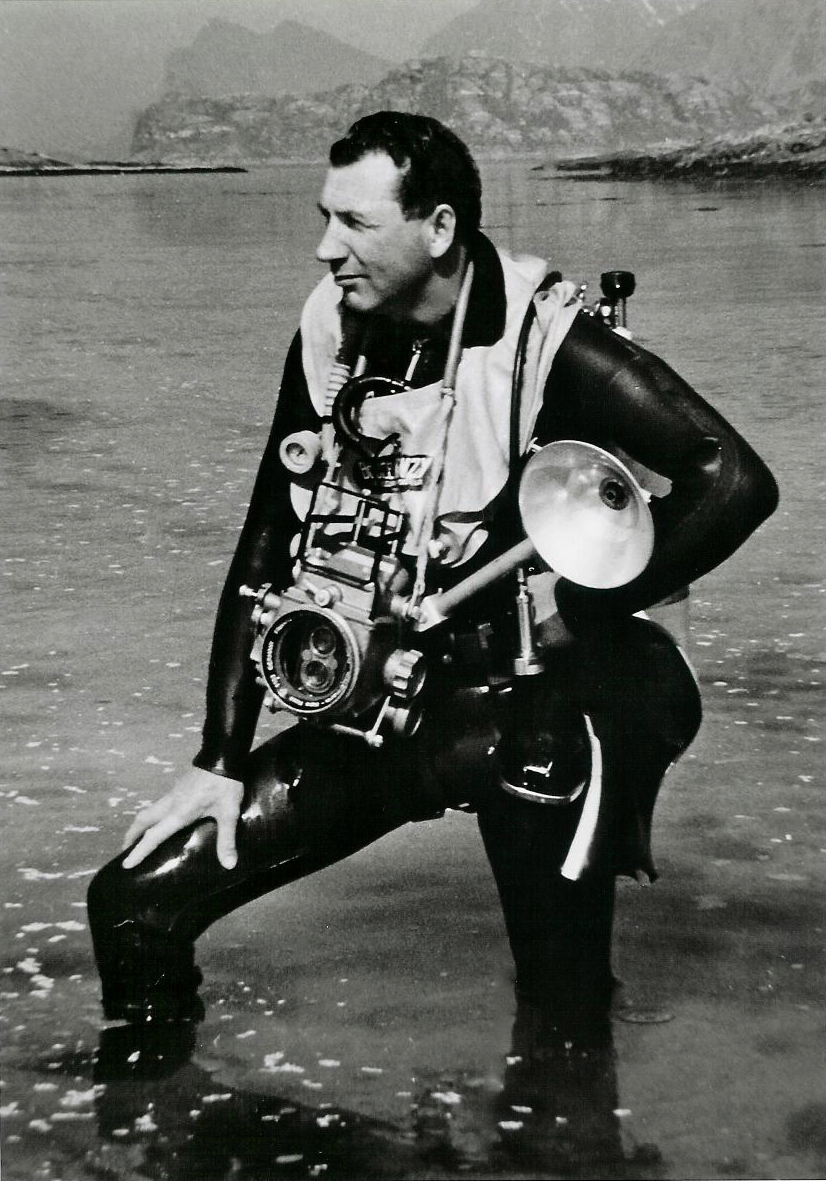
Le pionnier norvégien de plongée avec caméra sous-marine Odd Henrik Johnsen (1960).

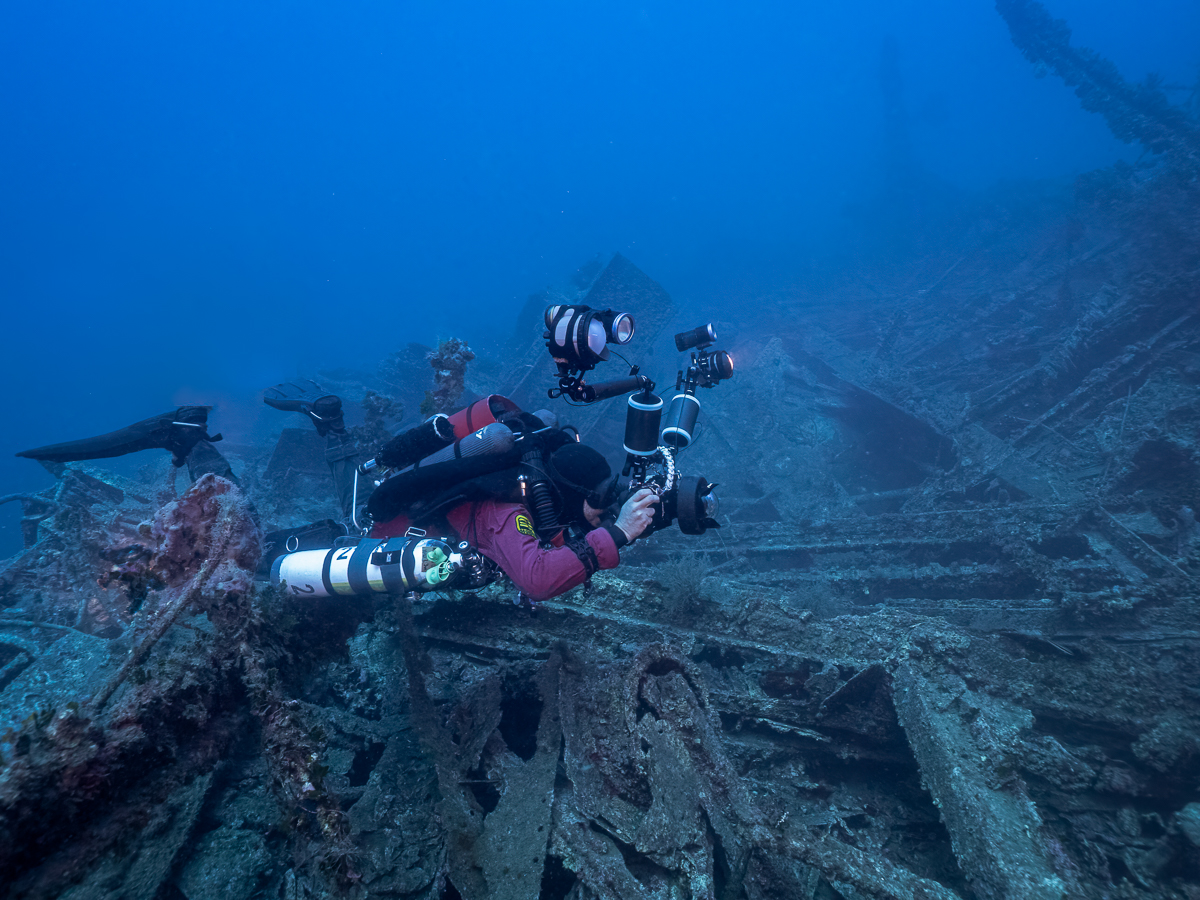
Photographe sous-marin en recycleur. Alexandre Hache sur l'épave Le Polynesien, Malte (2021).

La photographie sous-marine est l'une activité de la plongée de loisir, scientifique ou technico-professionnelle, et une pratique photographique qui consiste à faire des photographies (et par extension des films) sous l'eau.
Elle est caractérisée par des contraintes liées à la plongée, à des conséquences physiques optiques (réfraction, perte des couleurs suivant la profondeur). Cette discipline nécessite donc des équipements spécifiques, résistants à l'eau et à la pression, des corrections de réglages de la distance, et des compensations de la perte du spectre de couleur par l'appoint d'un éclairage artificiel (flash ou autre).

## Histoire

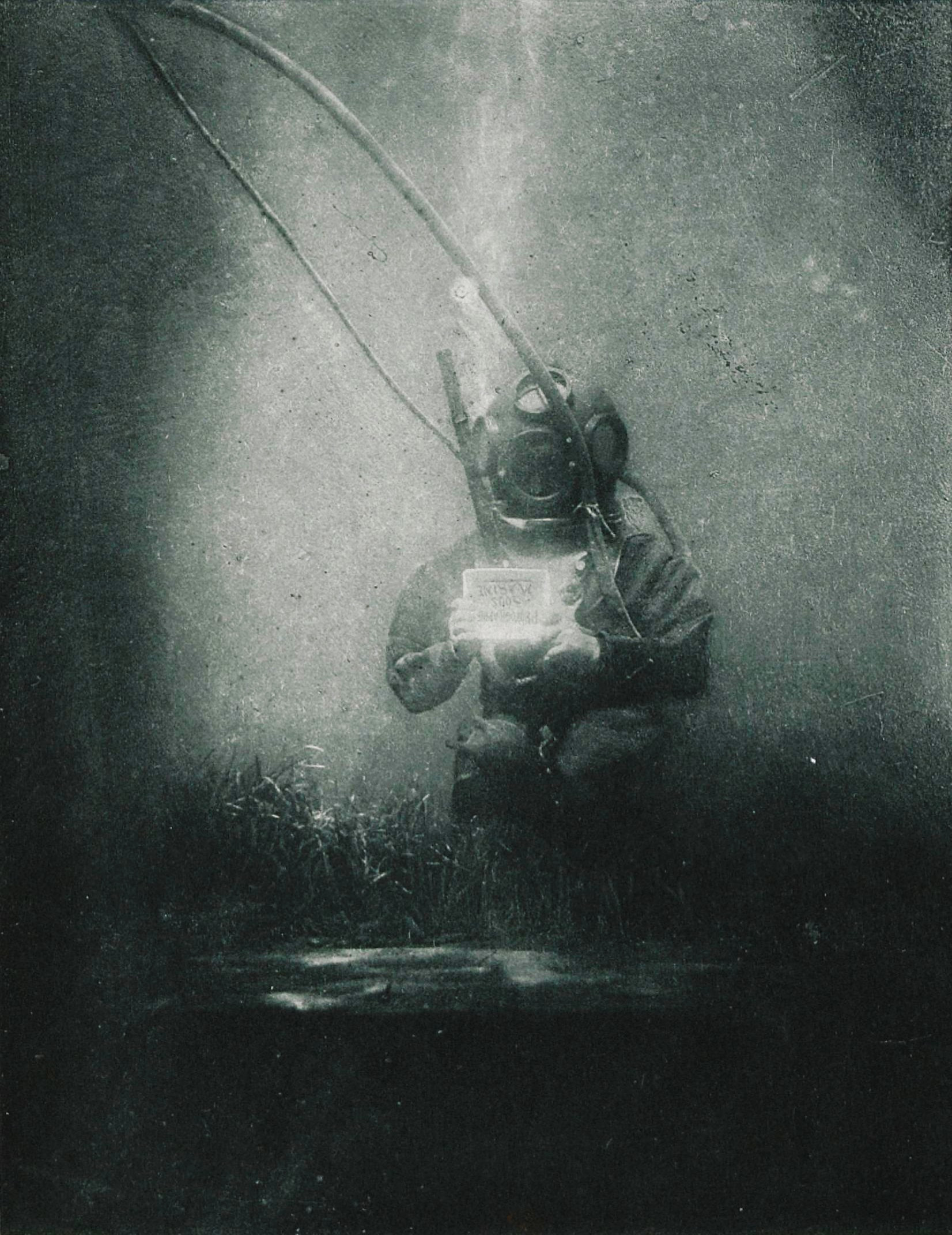
Photographie prise par Louis Boutan en 1899 à Banyuls-sur-Mer.

Les premières photographies sous-marines ont été obtenues en juin 1893 par le biologiste Louis Boutan (1859-1934), au laboratoire Arago de Banyuls-sur-Mer (Pyrénées-Orientales), avec une chambre photographique étanche conçue avec l'aide de son frère Auguste, ingénieur des Arts et Métiers,, et qui invente également un procédé de lampe sous-marine au magnésium pour compenser la faible luminosité et le peu de sensibilité des plaques de verre lui permettant de faire des « instantanés » sous l'eau jusqu'à 10 m de fond, puis un appareil télécommandé pour les plus grandes profondeurs. Il utilisera ensuite un dispositif d'éclairage électrique immergé avec les batteries installées à bord d'un navire. Le mécanicien du laboratoire Joseph David a amélioré l'appareil en élaborant un système de recharge des plaques et s'avère être un photographe sous-marin plus talentueux et plus créatif que Boutan. Alors que Boutan photographiait essentiellement des paysages marins sous-marins, David fut le premier à s'aventurer à photographier des personnes sous l'eau.

« Avec l’aide de l’atelier de mécanique du labo, l’appareil, au format 9x12 est ensuite amélioré avec un système de réarmement des plaques, Joseph David, un des mécaniciens, imagine même un châssis à six plaques. Il ne nécessite pas de mise au point pour des sujets situés à moins de 3 mètres. Le tout est enfermé dans une boîte en cuivre. Et pour ne pas qu’à 10m de profondeur la pression déforme le joint et fasse entrer l’eau, Boutan fait ajouter au couvercle un ballon en caoutchouc, l’air qu’il contient, 3 litres, étant refoulé au fur et à mesure de la descente dans la boîte. »

— Hélène Legrais

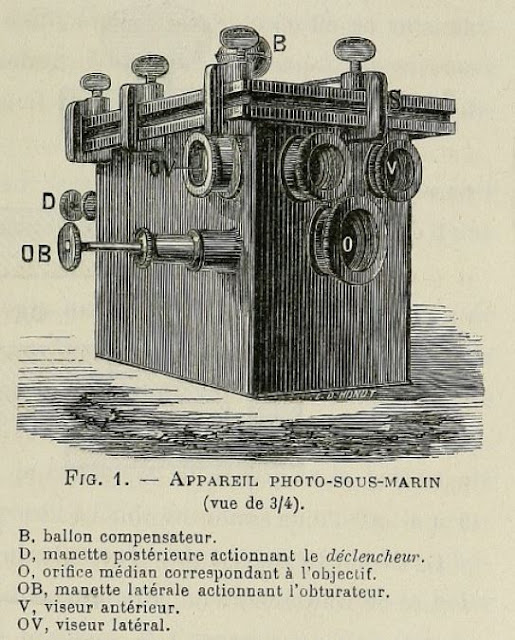
Caisson sous-marin étanche pour appareil de type Détective à 6 plaques de 9cm x 12cm créé par Louis Boutan (1893). (Archives de zoologie Expérimentale et Générale, 3ème série, tome 1, 1893)

Les bases théoriques de ses travaux furent publiées en 1900 chez Sleicher à Paris, dans son livre La Photographie sous-marine et les progrès de la photographie.
Le développement de la photographie sous-marine s'est fait lentement mais sûrement. Le français Étienne Peau est ainsi considéré comme le père du journalisme photographique sous-marin. Il illustrait ses rapports de biologie océanique avec ses propres photos sous-marines.
Dès 1908, le chirurgien britannique Francis Ward a photographié pour la première fois en couleur des sujets sous-marins tels que des brochets, des loutres, des grenouilles et des oiseaux aquatiques plongeant avec des plaques autochromes. En 1915, John Ernest Williamson a tourné le premier film sous-marin. En 1923, William Harding Longley (en) et Charles Martin ont mis au point un procédé utilisant la lumière artificielle via un flash au magnésium pour photographier en couleur les poissons des récifs coralliens tropicaux.
L'autrichien Hans Hass, considéré comme le fondateur de la photographie sous-marine moderne, a publié le premier livre sur la photographie sous-marine en 1939. Dix ans plus tard, la société allemande Franke & Heidecke a développé le Rolleimarin, un boîtier sous-marin pour l'appareil photo reflex moyen format à deux objectifs Rolleiflex.

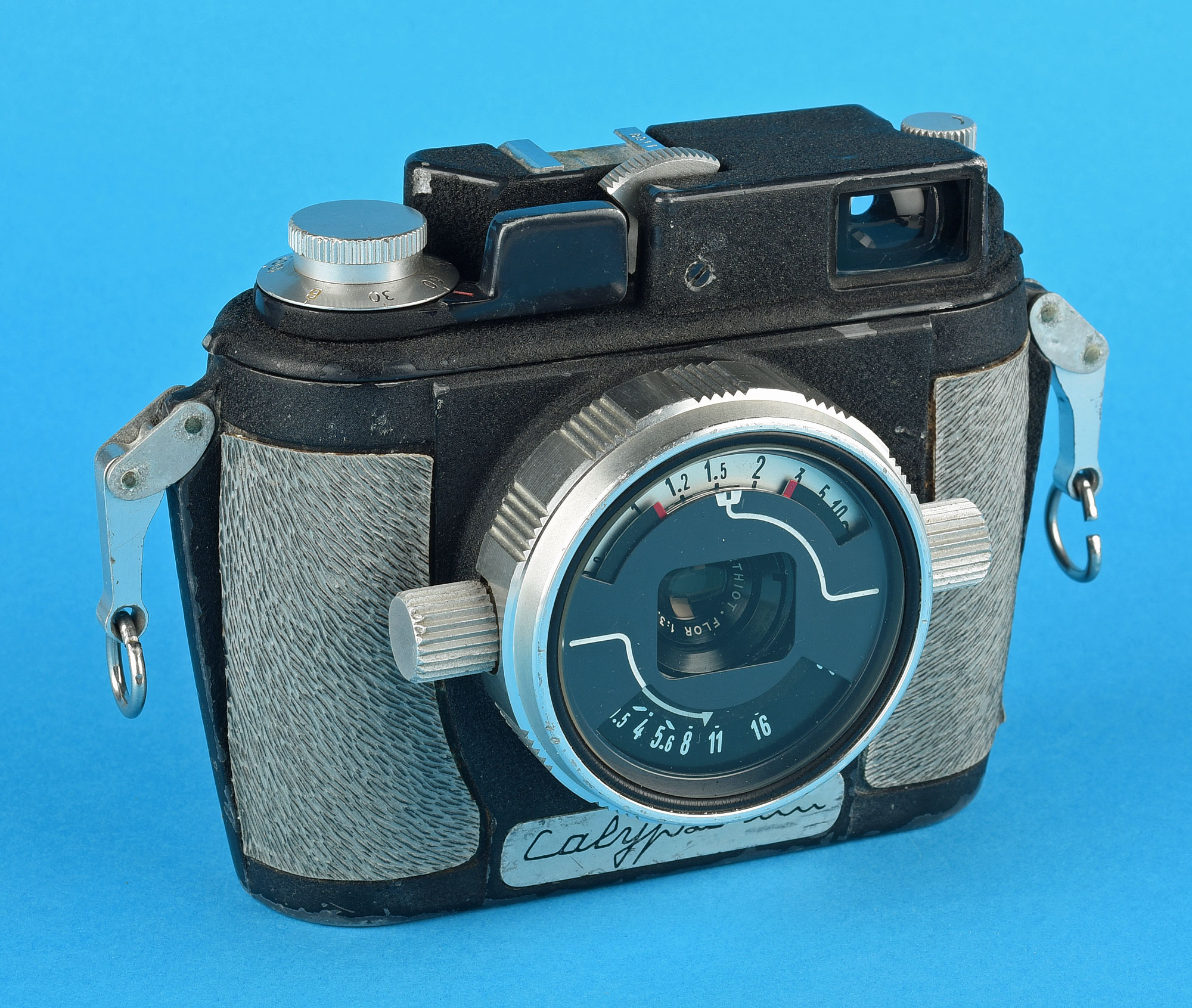
Appareil étanche Spirotechnique Calypso.

D'importants progrès ont ensuite été permis par les équipements de plongée et la mise ou point de matériels nouveaux dont ceux par l'office français de recherches sous-marines animé par le Commandant Cousteau et André Laban avec en particulier le test fin 1958 d'un « traîneau sous-marin photographique ou cinématographique communément désigné sous le nom de (troïka) » largement utilisé, avec de très bons résultats dans les années 1960.
La photographie a alors pu aussi servir à l'archéologie sous-marine, à diverses études scientifiques (études géologiques, ou de la biodiversité par exemple)  ou techniques (poses de câbles, de tuyaux, inspection ou maintenance d'installation immergées, etc.)
Avec l'avènement de la photographie numérique, les appareils numériques compacts de marque vendus dans le commerce peuvent être fournis avec un caisson étanche permettant de les utiliser sous l'eau. Certains sont même étanches d'origine jusqu'à une vingtaine de mètres de profondeur, mais nécessitent un caisson étanche pour descendre et photographier plus profond. On trouve également des marques spécifiques de caisson adaptable à toutes les grandes marques. Ces caissons peuvent être adaptés aux appareils reflex. Ce sont en général des caissons en plexiglas ou en alliage d'aluminium moulé, avec des commandes qui peuvent être de base, ou pour les caissons les plus élaborés, permettant l'accès à toutes les fonctionnalités de l'appareil photo. Certains de ces appareils à vocation sous-marine disposent d'origine de filtres permettant de compenser les différences de couleur dues à l'eau et à la profondeur. Le manque de lumière, peut, quant à lui, être pallié par l'utilisation de flashs externes ou de lampes torches. Il existe aussi le même style de caisson, quoique plus complexe, adaptable aux caméras sous-marines. Des flash externes et des capteurs de son peuvent être branchés sur les caissons prévus à cet effet afin de réaliser des photos et des vidéos dans les meilleures conditions.

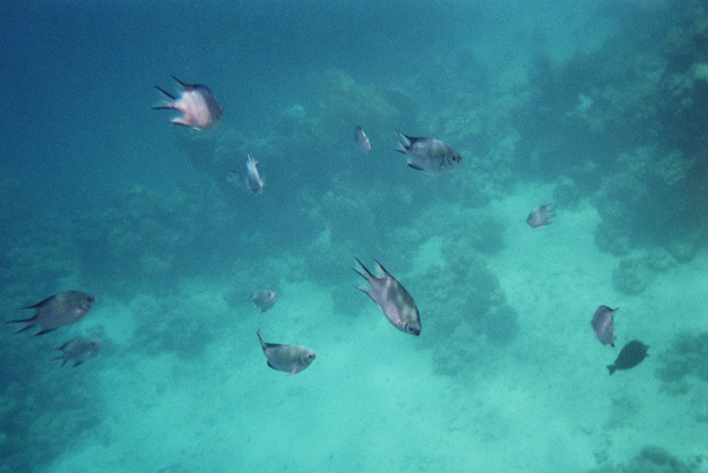
Exemple de cliché photographique pris avec un appareil étanche jetable, depuis la surface.

Il existe aussi des appareils argentiques étanches jetables. La plupart de ces appareils ne disposent pas de flash, et utilisent des films de sensibilité élevée (400 ou 800 ISO). La qualité des photographies est relativement bonne à faible profondeur, où la luminosité reste suffisante. Les fabricants indiquent de ne les utiliser qu'à faible profondeur à cause de la capacité de résistance de la coque. Très rapidement avec la profondeur, les couleurs deviennent bleues et le grain devient important. Après utilisation, les appareils doivent être retournés chez un photographe pour procéder au développement du film. L'appareil n'est pas réutilisé sans passer par un fabricant.
Depuis le début des années 2000, la photographie numérique a largement démocratisé cette activité, tant par la taille du matériel que par son coût. Les appareils photo étanches sont de plus en plus performants, pour la majorité, hermétiques jusqu'à une vingtaine, voire une trentaine de mètres. Il existe également des caméras d'action modernes, comme les modèles GoPro, qui fonctionnent dans presque toutes les conditions, y compris sous l'eau.
Jusqu'à présent, la photographie sous-marine s'est principalement concentrée sur les zones marines. À partir de 1985, Michel Roggo était un des rares spécialistes de la photographie subaquatique en eau douce, internationalement reconnu par son Freshwater Project.

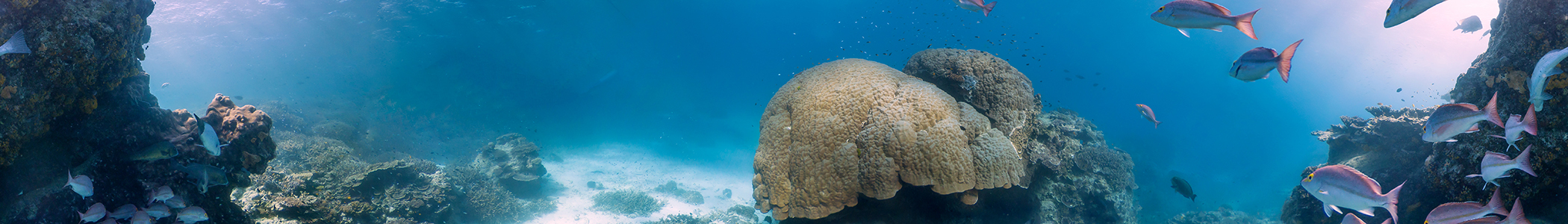
Vue panoramique de la grande barrière de corail à l'Île Heron, Australie.

## Les différents types d'appareils photo sous-marin

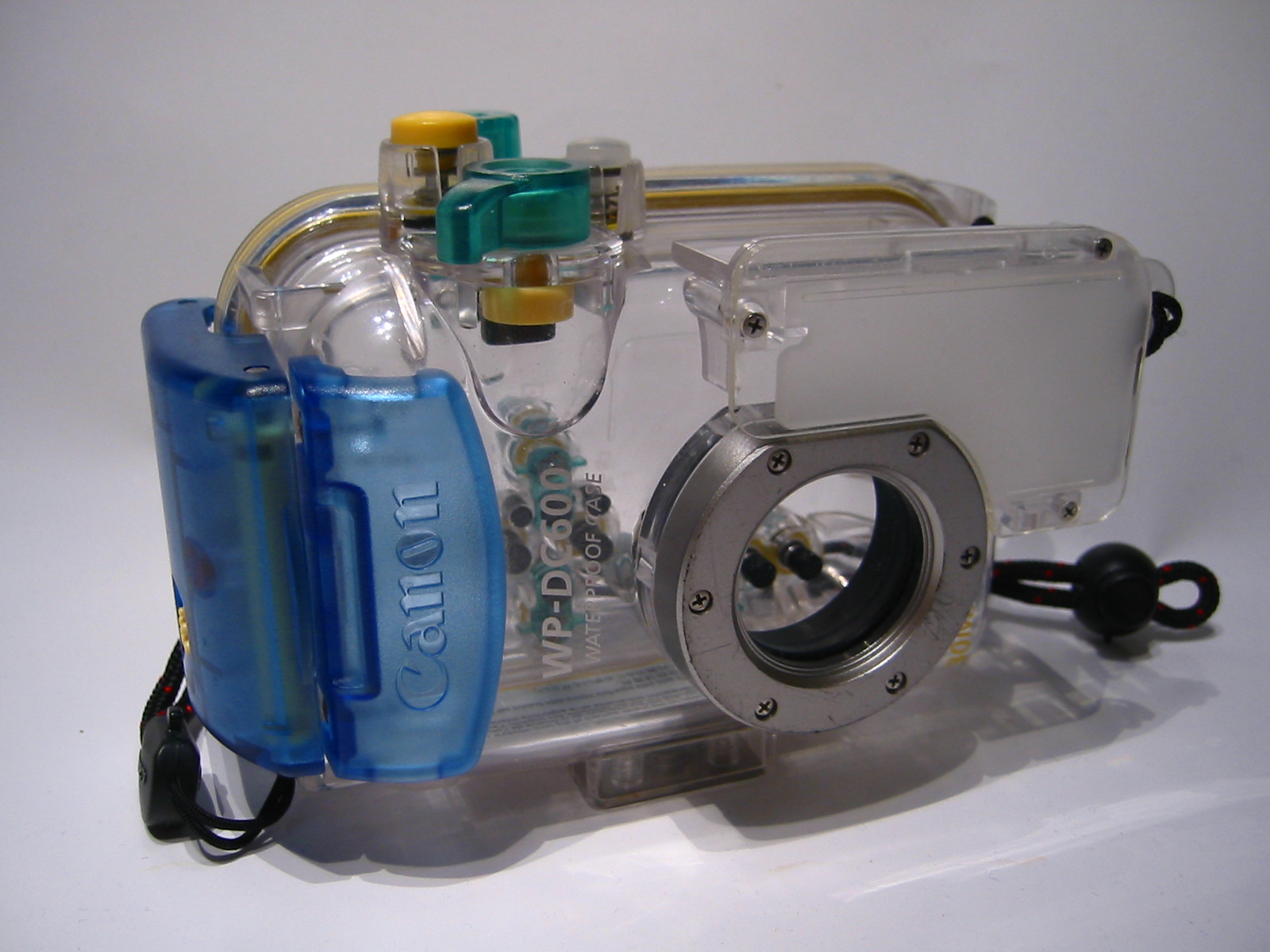
Appareil photo numérique Canon WP-DC600 avec diffuseur flash intégré pour IXUS v2.

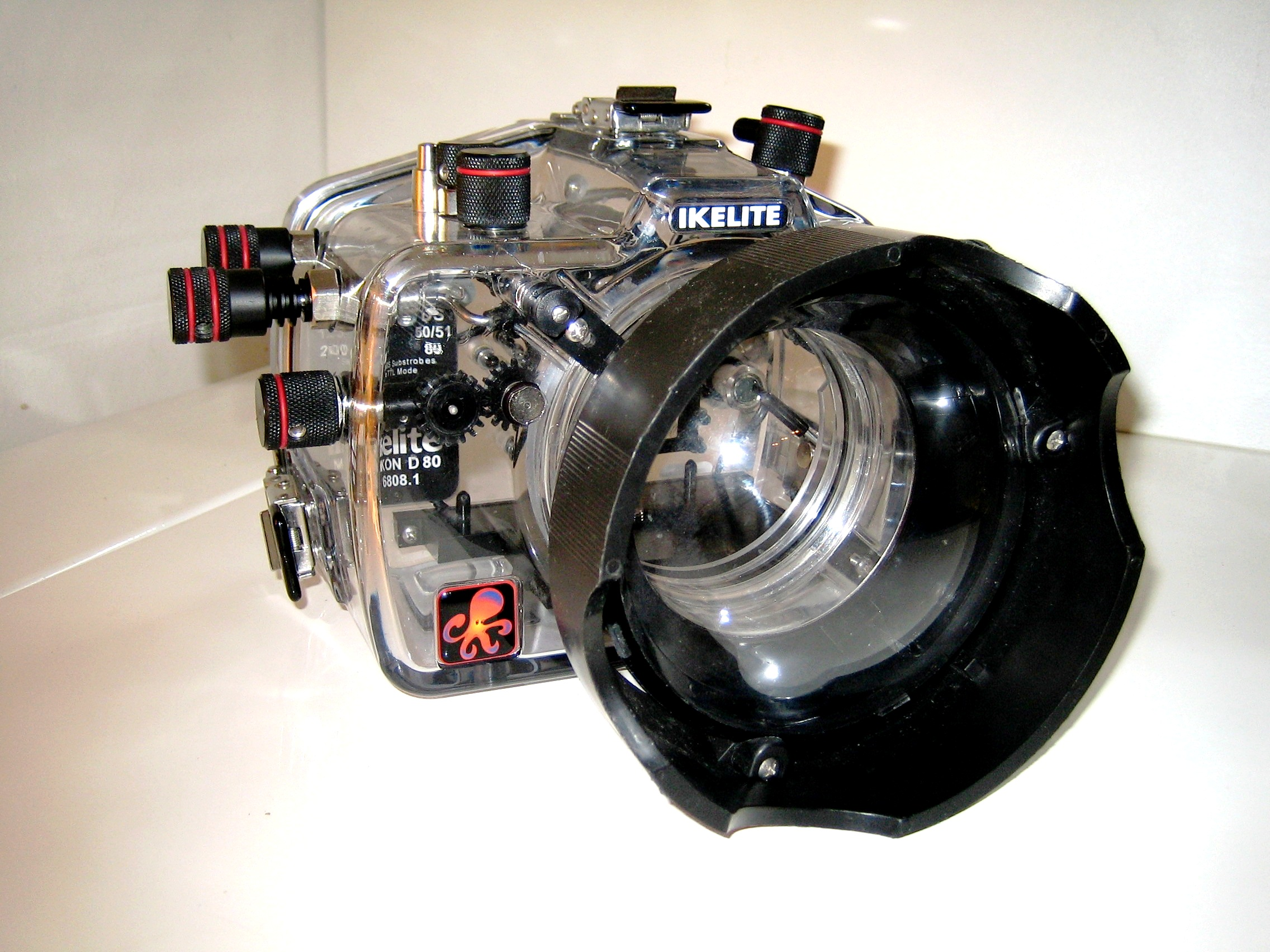
Caisson étanche photo sous-marin en polycarbonate Ikelite pour boîtier réflex numérique Nikon D80, avec un hublot plan.

Il existe deux types d'appareils photo numériques utilisés desormais pour la photographie sous-marine. Il s'agit d'une part d'appareils photo numériques compacts, moins chers, et d'autre part des appareils photo numériques reflex ou hybrides, plus onéreux. Les appareils photo reflex et hybrides offrent la possibilité de monter différents objectifs (ou lentilles) sur le boîtier de l'appareil. La qualité de l'objectif doit répondre à des normes élevées à cet égard. Avec les appareils photo argentiques traditionnels, le reflex présentait le grand avantage de pouvoir faire la mise au point sur l'écran de mise au point.

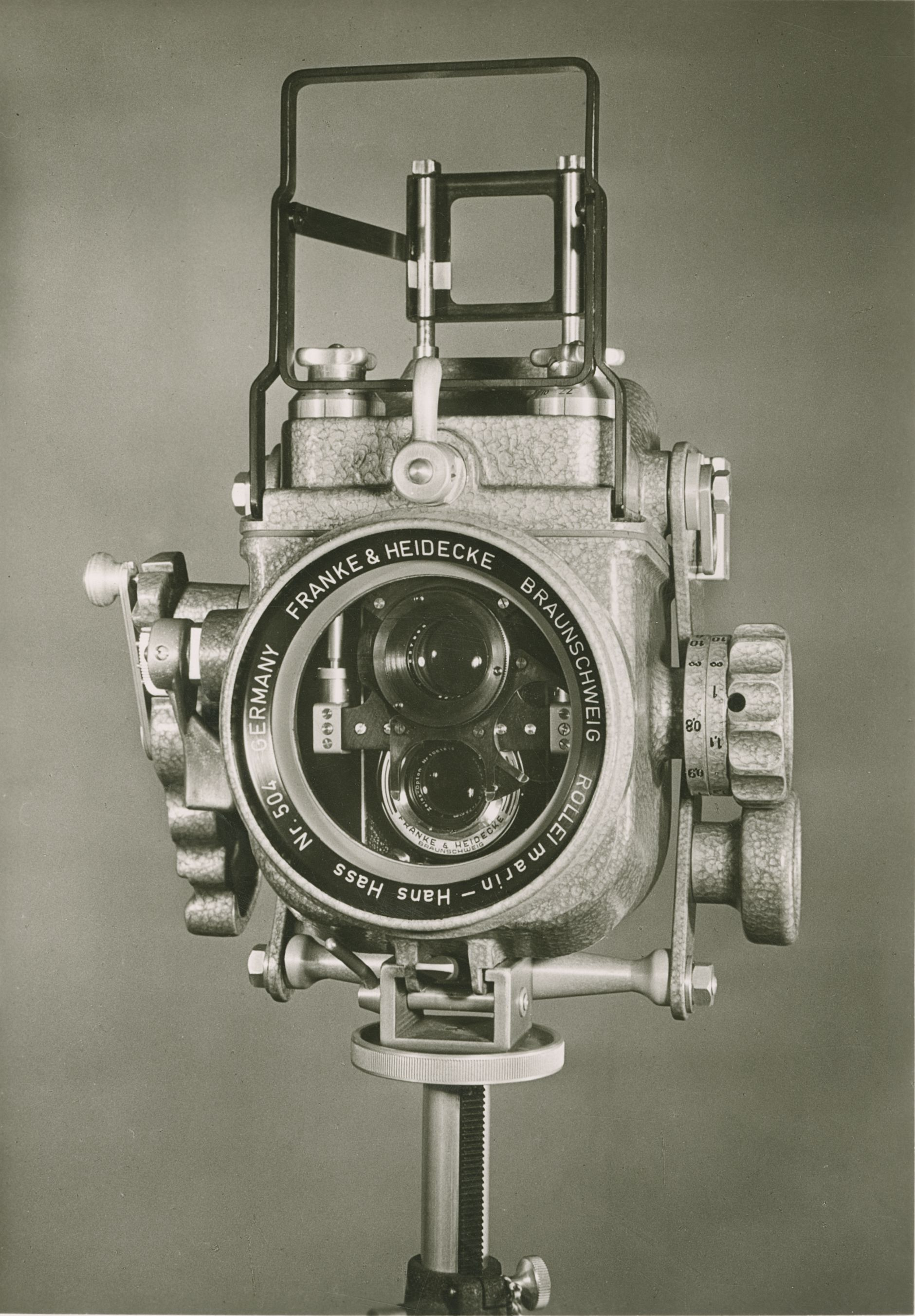
Caisson sous-marin RolleiMarin pour appareil photo reflex 6x6, 1959.

Le moyen format 6 × 6 était particulièrement populaire parmi les photographes sous-marins professionnels. Dans ce cas, le boîtier sous-marin devait bien sûr être équipé d'un système de viseur permettant d'observer correctement le verre dépoli. Les appareils photo numériques modernes sont désormais également disponibles en système reflex ou hybride (sans mirroir). Ces appareils n'utilisent plus de film, mais un capteur (CMOS ou CCD). Ces appareils permettent également une mise au point et une exposition automatiques sous l'eau. Le capteur des appareils photo numérique existe désormais disponible dans différents formats : plein format 35 mm (Nikon FX...), format plus petit (Nikon DX...). Aujourd'hui, il existe également des appareils photo numériques plus légers, sans prismes ni miroirs, qui permettent d'utiliser des objectifs convertisseurs, éventuellement avec un système MFT. La qualité technique de l'image d'un appareil photo numérique est largement déterminée par trois facteurs : la taille du capteur ou de la puce, la résolution exprimée en mégapixels et la plage dynamique.

## De l'analogique au numérique
En raison de la grande difficulté de la photographie sous-marine, notamment par rapport aux prises de vue au-dessus de l'eau (prise de vue aérienne), un nombre relativement important de photos échoue. Cependant, les années 1990 ont été marquées par une révolution dans la photographie sous-marine, avec le passage du format analogique (pellicule argentique) au format numérique. La photographie numérique permet de prendre beaucoup plus de photos d'objets sous-marins dans le court laps de temps de la plongée qu'il n'était possible de le faire avec la technologie analogique. Ces clichés peuvent déjà être visionnés pendant la plongée, ce qui permet au photographe de modifier un réglage. Cependant, elles peuvent également être sélectionnées tranquillement plus tard, c'est-à-dire après la plongée, et éditées avec un logiciel spécial (par exemple Photoshop, Lightroom, Darktable, Nikon NX Studio...) dans la chambre noire numérique. L'utilisation de l'option "RAW" (c'est-à-dire l'option de stockage des données brutes numérisées du capteur dans l'appareil photo) présente l'avantage d'offrir une plus grande marge de manœuvre pour corriger ultérieurement les photos mal exposées. Le recadrage et la technique HDR sont des options qui permettent d'améliorer la qualité des photos sous-marines par la suite. Le recadrage peut par exemple être utilisé pour obtenir une image plus nette et plus détaillée d'un petit objet en macrophotographie. HDR signifie High Dynamic Range (gamme dynamique élevée). La technique HDR est utilisée pour prendre plusieurs photos d'un objet statique (comme l'intérieur d'une épave) sous l'eau. Il s'agit généralement de prises de vue avec différentes expositions prises en succession rapide via le bracketing. Dans l'image HDR, les zones claires et sombres des images individuelles sont ensuite combinées pour créer une image avec une exposition plus uniforme.

## Format du capteur: capteur plein cadre ou capteur réduit
Un appareil photo numérique doté d'un capteur « plein cadre » (full frame) a une taille d'image égale à celle du négatif d'un appareil photo au format 35 mm (taille du capteur : 36 par 24 mm). Pour un appareil photo doté d'un capteur réduit, la taille est une fraction plus petite, en fonction du type d'appareil photo. On parle également de facteur de recadrage (en) (en anglais : crop factor). Par exemple, un facteur de recadrage de 1,5 (taille du capteur : 15,6 x 23,7 mm) sur un appareil photo doté d'un objectif de 24 mm donne un angle de vue avec une diagonale de 62°. Sur un appareil photo à capteur plein format (35 mm) équipé du même objectif, cet angle serait de 84°. On peut également affirmer que l'effet d'un recadrage plus petit ou d'un facteur de recadrage est similaire à celui d'un objectif ayant une longueur focale plus longue : l'image est agrandie. Les appareils photo dotés d'un capteur recadré sont généralement équipés d'objectifs spécialement conçus pour cet appareil, comme le format Nikon DX des appareils photo Nikon. Le choix de l'appareil photo le mieux adapté à la photographie sous-marine fait encore l'objet de débats. L'appareil photo plein format est plus lourd et plus cher, mais il offre une plus grande netteté (c'est-à-dire moins de bruit) des prises de vue dans des conditions de faible luminosité, en choisissant un indice de sensibilité ISO plus élevé. Cela n'est pas seulement lié au nombre, mais aussi à la taille des pixels du capteur. Le capteur réduit, quant à lui, offre des avantages en macrophotographie en raison de sa plus grande profondeur de champ. Un objectif conçu pour un capteur recadré (tel que l'objectif Nikon DX susmentionné) peut également être utilisé sur un appareil photo plein cadre (comme avec le format Nikon FX), mais au détriment du nombre de mégapixels, car seul le centre de l'image est utilisé.

## Les caissons étanches

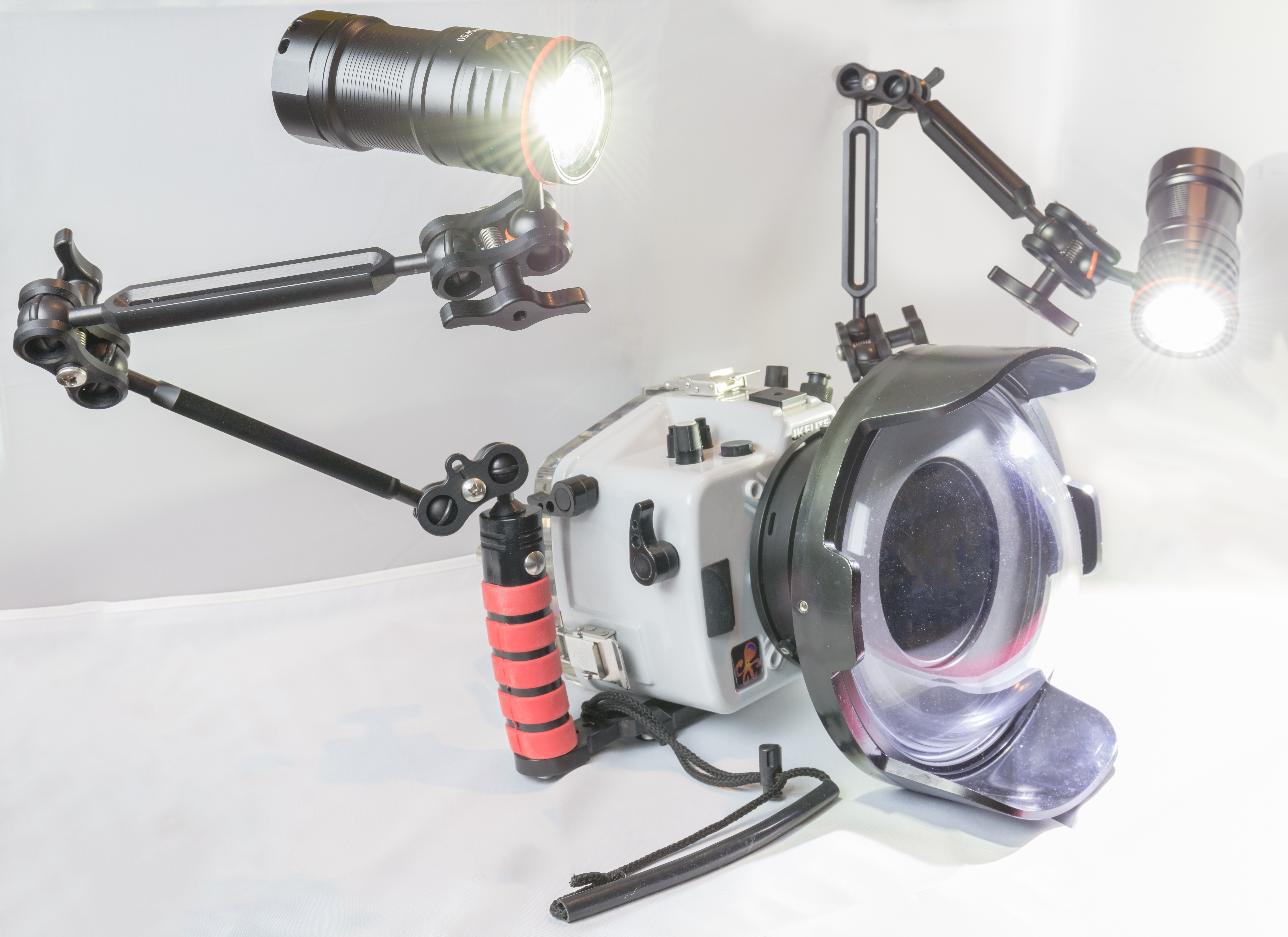
Caisson sous-marin pour appareil reflex avec dôme, bras et lampes.

Il existe de nombreux caissons étanches de qualité sur le marché. Le boîtier sous-marin contient toutes sortes de commandes étanches, qui permettent aux différents boutons et leviers de l'appareil photo d'être actionnés correctement depuis l'extérieur. L'étanchéité est généralement assurée par des joints toriques. Un développement récent consiste à utiliser une pompe à vide pour créer une légère pression négative dans le caisson sous-marin, afin de vérifier à l'avance l'étanchéité à l'eau. Les boîtiers sous-marins moins chers sont généralement fabriqués en perspex transparent. Cette construction est moins robuste, mais permet de vérifier directement l'étanchéité du boîtier sous-marin. Les caissons plus coûteux destinés à un usage professionnel ou semi-professionnel sont généralement fabriqués en aluminium ou en plastique spécial. Des caissons étanches bon marché pour petits appareils photo numériques compacts sont également disponibles aujourd'hui. Avec ces modèles moins chers, il n'est cependant pas toujours possible de connecter un flash externe. Il n'est pas non plus possible de monter un objectif séparé sur l'appareil, comme c'est généralement le cas avec les appareils photo reflex numérique DSLR ou hybride. Toutefois, certains appareils photo compacts modernes qui utilisent le système MFT permettent de placer un objectif supplémentaire (par exemple un objectif grand angle) à l'extérieur du boîtier sous-marin.

### Étui pour smartphones
Les étuis sous-marins pour smartphones sont disponibles avec une variété de profondeurs et de caractéristiques. Ils peuvent être moins coûteux que les appareils photo sous-marins spécialisés. La forme la plus simple est une pochette étanche (ou un étui étanche), utilisée de préférence pour la photographie en eaux peu profondes.
Certains caissons pour smartphones sont limités par le système d'exploitation. D'autres sont compatibles avec presque tous les téléphones qui s'insèrent physiquement dans le boîtier, mais nécessitent une liaison sans fil Bluetooth et une application permettant au téléphone de communiquer avec le boîtier. La communication sans fil permet au boîtier d'être fabriqué avec une seule ouverture d'accès dans la coque et aucune pièce mobile ne pénètre dans le compartiment de l'appareil photo. Certains caissons sont pompés jusqu'à un vide presque total après la fermeture, ce qui sécurise le couvercle et permet de tester l'étanchéité avant d'entrer dans l'eau. Certains (comme le Diveroid Universal Lite) utilisent des boutons capacitifs physiques qui interagissent avec l'écran tactile.

## Exposition
Les appareils photo modernes disposent de différents niveaux de contrôle pour la vitesse d'obturation et le diaphragme. En mode P (pour « mode programme »), l'appareil photo règle automatiquement les valeurs. Ce mode s'avère généralement insatisfaisant pour les prises de vue sous-marines. En mode S (pour « mode vitesse ou Speed ») et A (pour « mode ouverture ou Aperture »), l'utilisateur choisit la vitesse d'obturation ou l'ouverture, et l'appareil photo sélectionne respectivement l'ouverture et la vitesse d'obturation. En mode M, les deux valeurs sont réglées manuellement. Le mode S est choisi, par exemple, sous l'eau pour les objets en mouvement où une vitesse d'obturation rapide est importante. Le mode A est choisi lorsque la profondeur de champ est importante, par exemple pour les prises de vue macro. Le mode M offre la plus grande liberté de contrôle de la vitesse d'obturation et de l'ouverture. Le choix d'une valeur ISO plus élevée est une troisième façon d'augmenter la luminosité, par exemple pour les prises de vue sous-marines où l'on souhaite à la fois une vitesse d'obturation rapide et une petite ouverture. En effet, le capteur d'un appareil photo moderne permet également d'utiliser des valeurs ISO plus élevées (>400) sans trop de bruit. Enfin, sous l'eau, la quantité de lumière varie considérablement en fonction de la direction de la prise de vue. Lorsque l'on photographie vers le haut, il y a plus de lumière et il faudra donc choisir une ouverture plus petite que lorsque l'on photographie à l'horizontale.

## Problèmes spécifiques de la photographie sous-marine

Absorption de la lumière en fonction de la profondeur.

L'absorption du spectre des ondes électromagnétiques dans l'eau est la plus faible dans le bleu et augmente en direction de l'infrarouge, ce qui atténue fortement les parties rouges dès un mètre de profondeur de plongée et provoque une teinte verte sur la photo. À partir d'une profondeur d'environ 5 mètres, la lumière orange est déjà filtrée en grande partie. Ce processus est appelé "extinction" ou absorbance dans le langage scientifique suivant la discipline.

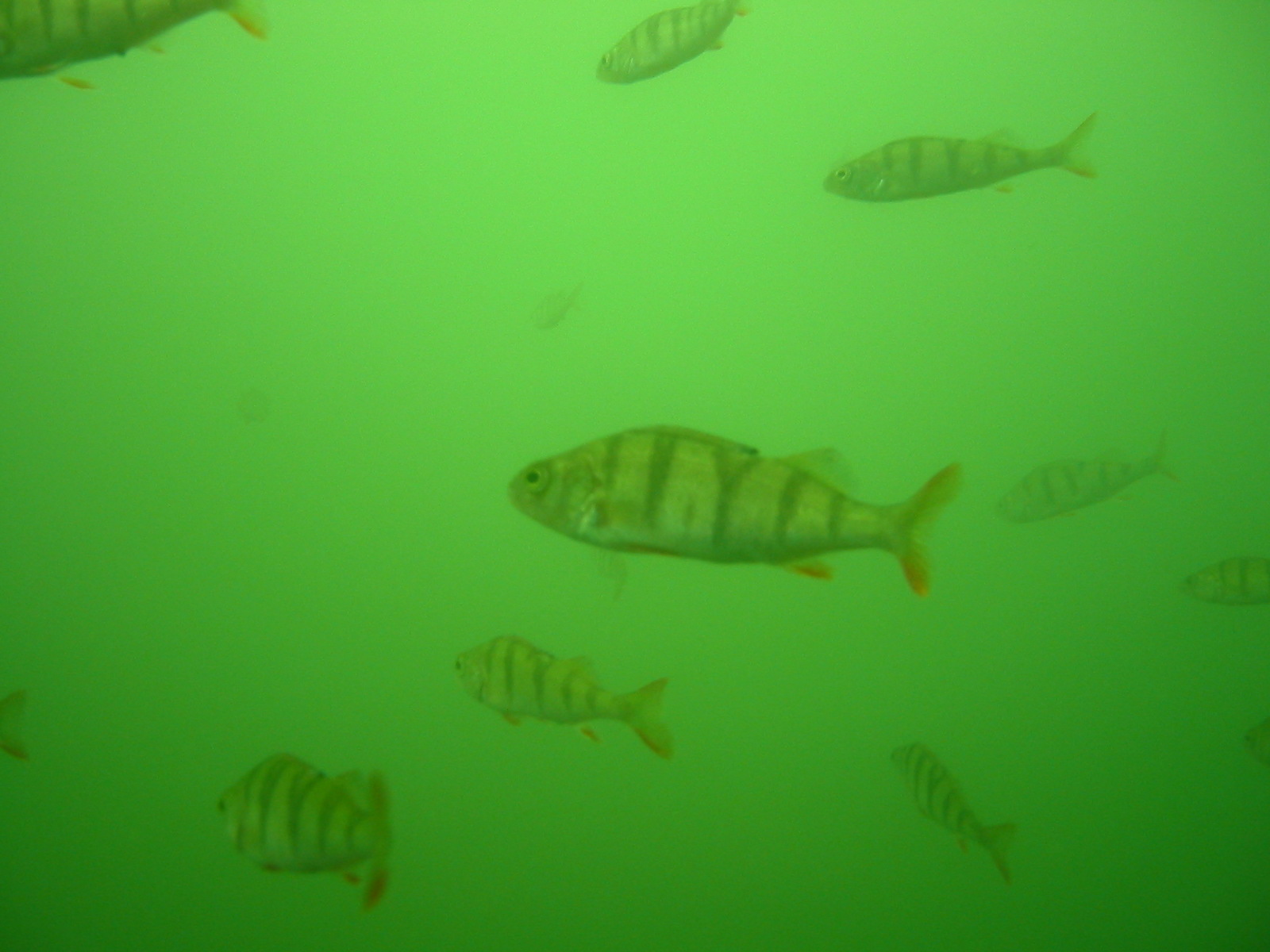
Perches sur fond vert (prise de vue en contre-plongée).

Dans un appareil photo sous-marin, la réfraction de la lumière se produit au niveau de la vitre frontale, le hublot de verre plat ou sphérique qui sépare le boîtier sous-marin de l'eau,. Par conséquent, un objectif standard (par exemple, focale de 50 mm en format 24 × 36 mm) se comporte comme un faible téléobjectif, et les objets apparaissent plus grands qu'ils ne le sont. D'autres problèmes optiques peuvent survenir, en particulier avec un appareil photo doté d'un objectif grand angle : décalage des couleurs et distorsion. Cependant, le plus grand handicap du photographe sous-marin est la faible intensité de la lumière sous l'eau. Cela est dû à la diffusion de la lumière et au phénomène d'absorption sélective. Le premier phénomène signifie que la lumière est plus diffuse à des profondeurs plus importantes. L'absorption sélective ou changement de couleur signifie que l'eau agit comme un filtre. Ainsi, les couleurs "chaudes" (rouge, orange et jaune) en profondeur sont rapidement absorbées par l'eau. En fait, c'est le principe du trajet lumineux total qui s'applique ici : la somme de la distance verticale et horizontale dans l'eau. Ainsi, pour un plongeur situé à 10 mètres de profondeur et à 10 mètres de son objet, le trajet de la lumière est de 20 mètres. La règle générale en photographie sous-marine est donc également de maintenir une distance de prise de vue aussi faible que possible. Une deuxième règle de base consiste à orienter l'appareil photo le plus possible vers la surface de l'eau (contre-plongée), ce qui permet d'obtenir un contraste plus riche et une plus grande profondeur de champ.
Un autre problème est lié à la grande mobilité des poissons et à celle du plongeur lui-même. Les sujets représentent souvent une autre grande exigence pour le photographe sous-marin : Les poissons ou les mammifères marins sont presque toujours en mouvement et donc difficiles à positionner dans le cadre de l'image et à mettre au point. Les courants sous-marins (courant de marée, houle,...) peuvent également rendre difficile la prise de vue, notamment pour la macro-photographie exigeant l'immobilité de l'appareil photo par rapport à son sujet. Le photographe sous-marin doit également maîtriser l'ensemble des techniques liées à la plongée sous-marine, comme la stabilisation (maîtrise de la flottabilité et de la stabilisation avec les techniques du poumon-ballast et du gilet de stabilisation...), afin de pouvoir se consacrer à la prise de vue sans dégrader le milieu (ne pas toucher les coraux...) ; il existe des chartes de bon comportement du photographe sous-marin. Certaines réserves sous-marines interdisent la photographie sous-marine et il convient donc de se renseigner avant tout safari photographique.
La lumière du flash peut restaurer une partie de l'éclat des couleurs du monde sous-marin. Des filtres de compensation des couleurs sont également parfois utilisés. Les filtres semblent particulièrement efficaces dans les situations proches de la surface de l'eau, c'est-à-dire lorsqu'il y a suffisamment de lumière naturelle.
Les particules en suspension dans l'eau limitent considérablement la transparence de l'eau par rapport à celle de l'air. De très bonnes conditions de turbidité sous l'eau permettent une visibilité de 30 à 40 mètres, et seulement dans des exceptions extrêmement rares - comme les eaux de source - jusqu'à 100 mètres maximum, alors que la visibilité habituelle est de 15 à 30 mètres dans de nombreuses eaux marines. D'un point de vue photographique, une mauvaise transparence de l'eau signifie une visibilité de moins de dix mètres, voire de quelques centimètres (visibilité nulle).
En raison de tous ces facteurs, les photos sous-marines sont souvent floues, mal exposées ou bleutées.

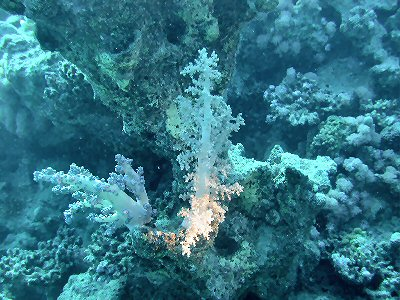
Image non corrigée avec une température de couleur d'environ 6000 K
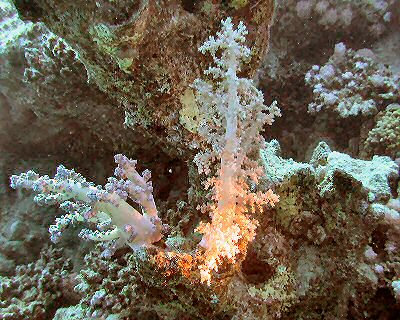
Image corrigée avec une température de couleur d'environ 4200 K

## Techniques
Il existe, en gros, deux techniques pour prendre des photos sous-marines, la macrophotographie et la photographie grand angle.

### Macrophotographie

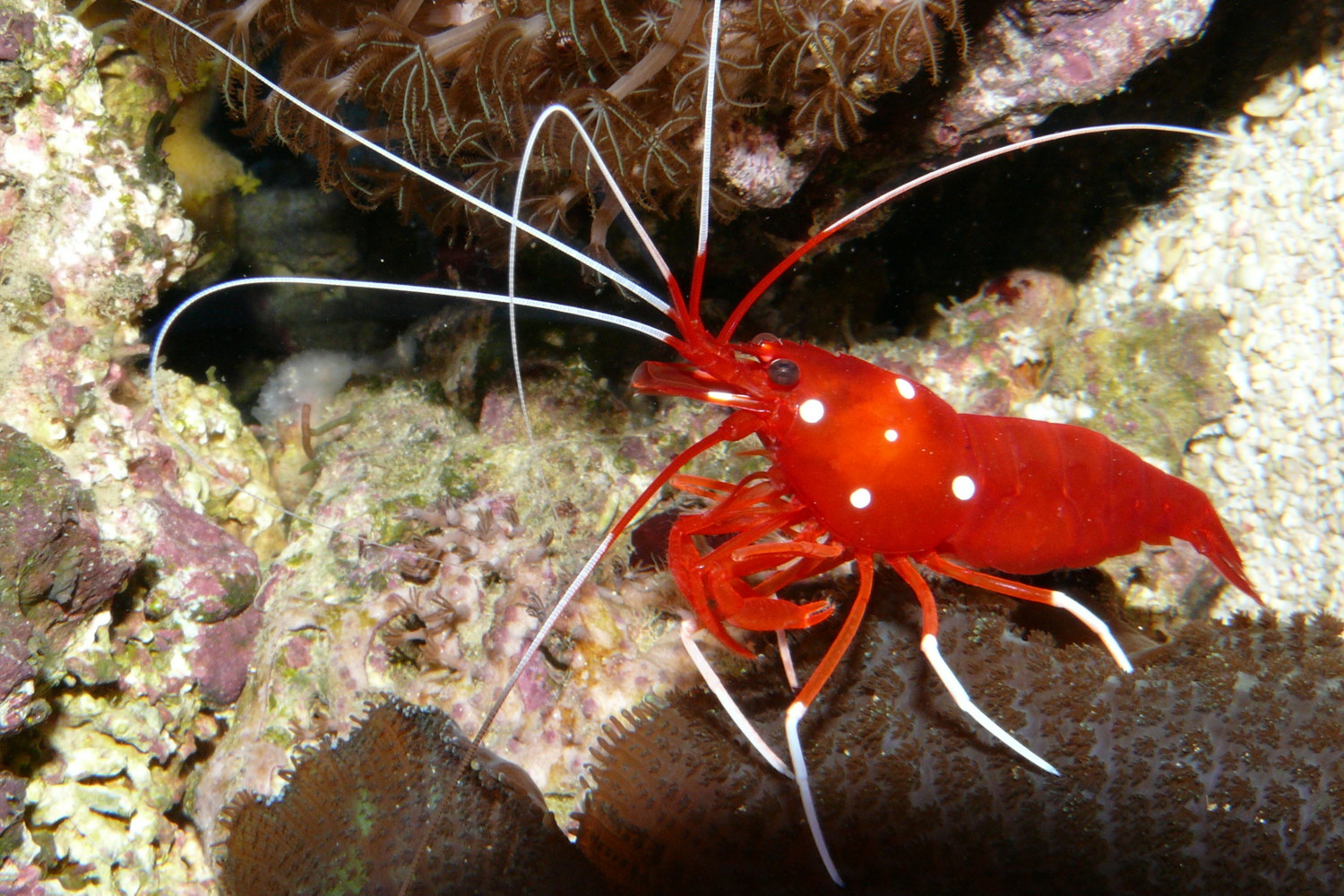
Crevette prise en macrophotographie.

En macrophotographie, l'objectif est de photographier de très près de petits détails du monde sous-marin. En réduisant la distance, l'objet est représenté plus grand. On dit également que la taille de l'image est augmentée. On parle de macrophotographie lorsque la taille de l'image est égale ou supérieure à 1:1 (par exemple, 2:1). L'image sur le film/capteur est alors égale ou supérieure à celle de l'objet photographié. Avec une taille d'image plus petite (par exemple 1:2), l'image sur le film/capteur est réduite (deux fois) par rapport à celle de l'objet photographié. Nous entrons alors dans le domaine de la photographie en gros plan ou gros plan. On utilise un objectif macro spécial pour les prises de vue macro, ou un objectif standard équipé d'une bague-allonge, d'un bonette additionnelle (lentille additionnelle) ou d'un téléconvertisseur. Un téléconvertisseur augmente la longueur focale effective d'un certain facteur et accroît l'angle de vue. Pour un objectif macro standard, par exemple, un téléconvertisseur de 1,4 permet d'obtenir un grossissement supplémentaire de 40 % (également appelé "supermacro"). En macrophotographie, la qualité de l'image souffre moins de problèmes tels que l'absorption de la lumière, la diffusion de la lumière et l'effet de neige. L'utilisation du flash y contribue également. Enfin, une bonette externe "humide" peut également être utilisée avec un objectif macro pour augmenter l'angle de vue et obtenir le même effet super macro qu'avec une bonette "sèche" (sur l'appareil photo à l'intérieur du boîtier sous-marin). L'objectif humide peut donc être changé sous l'eau. Sur certains modèles, les éléments optiques sont scellés ("scellés") dans un coussin d'air par rapport à la surface de l'eau, ce qui améliore considérablement le facteur d'agrandissement de l'objectif humide.

### Photographie grand angle
En photographie grand angle, l'objectif est de capter une image de plusieurs objets plus grands, tels que des formations coralliennes ou des bancs de poissons situés à une distance de 50 cm à un maximum de 2 mètres du plongeur. Un objectif grand angle est utilisé à cette fin. Il existe deux types d'objectifs grand-angle : les objectifs grand-angle linéaires et les fisheye. Cet objectif possède un grand angle de vue, ce qui permet de prendre des photos de sujets plus grands tels que des épaves, des paysages sous-marins ou de grands poissons à une distance relativement proche. Avec les objectifs grand angle, des distorsions peuvent se produire, telles que le vignettage et la distorsion en barillet. En outre, certaines parties de l'appareil photo, telles que le pare-soleil, peuvent parfois être visibles et donner lieu à des coins noirs (à ne pas confondre avec le vignettage).

## Dômes sphériques

### Général

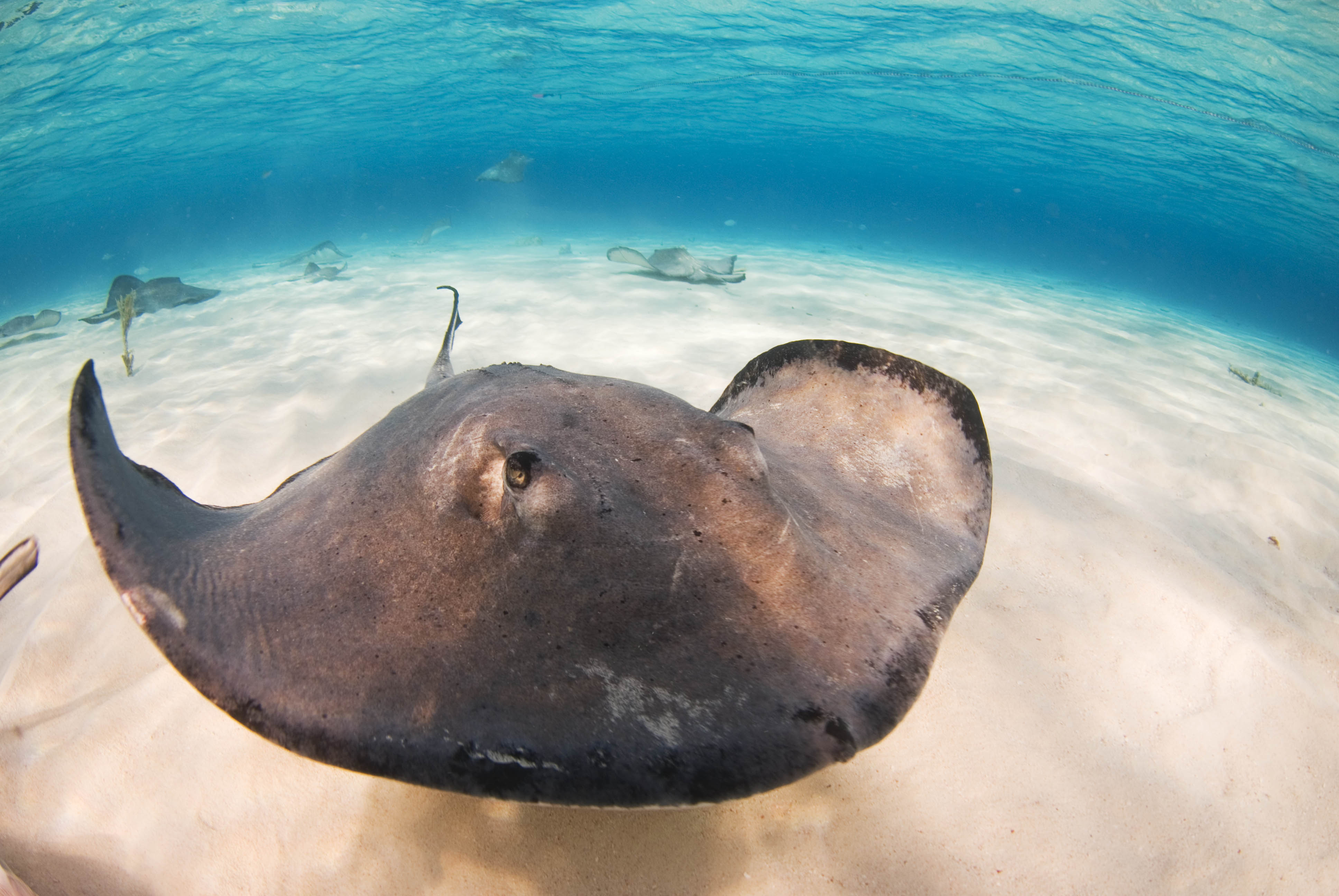
Prise de vue avec un objectif fisheye ; l'horizon a ici une forme arrondie.

Lors de l'utilisation d'un objectif grand angle, il est nécessaire d'équiper le boîtier sous-marin d'un dispositif optique de conversion sphérique spéciale, également appelé dôme. Il s'agit d'une lentille en forme de dôme (de 2-3 dioptries) en verre ou en plexiglas qui corrige la distorsion et le décalage des couleurs de l'image sous-marine, en particulier lors de l'utilisation d'un objectif grand angle.

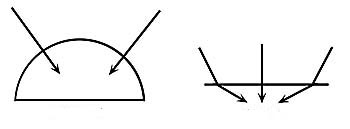
Exemple de réfraction par un dôme sphérique et un hublot frontal plan.

Le recours à un dôme est recommandé pour les objectifs plein format 24 × 36 mm à partir de 28 mm. Les dômes en verre sont moins sujets aux rayures et laissent couler plus facilement l'eau, ce qui peut être un avantage pour les prises de vue où vous souhaitez représenter simultanément le monde de la surface et le monde sous-marin. Sous l'eau, le dôme se comporte comme une lentille négative qui crée une image virtuelle incurvée devant la vitre avant du boîtier sous-marin. Cela peut parfois entraîner un flou dans les coins de la prise de vue. L'image virtuelle d'un objet à l'infini peut se situer entre 15 et 40 cm devant la vitre avant, en fonction des propriétés optiques de l'objectif d'immersion. En règle générale, la distance de l'image virtuelle est égale à 4 fois la longueur du rayon de la sphère mesurée à partir du point central. Mesurée à partir de la vitre frontale, elle est égale à 3 fois le rayon. Ainsi, plus la courbure de la lentille dôme est forte, plus l'image virtuelle devant la vitre frontale est proche et courbée.

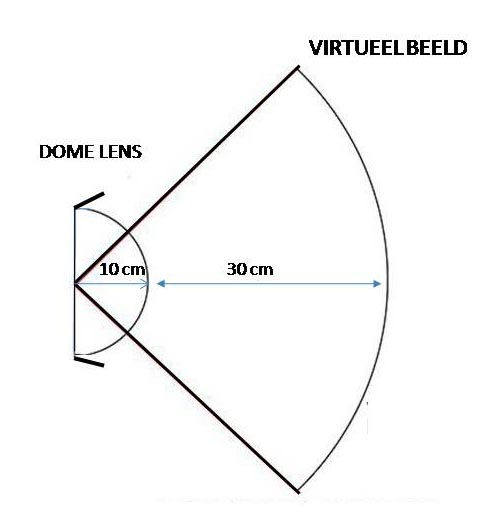
Dôme (écrit Dome lens) avec une image virtuelle (écrit virtueel beeld) à une distance 3X la longueur du rayon de la sphère de verre avant.

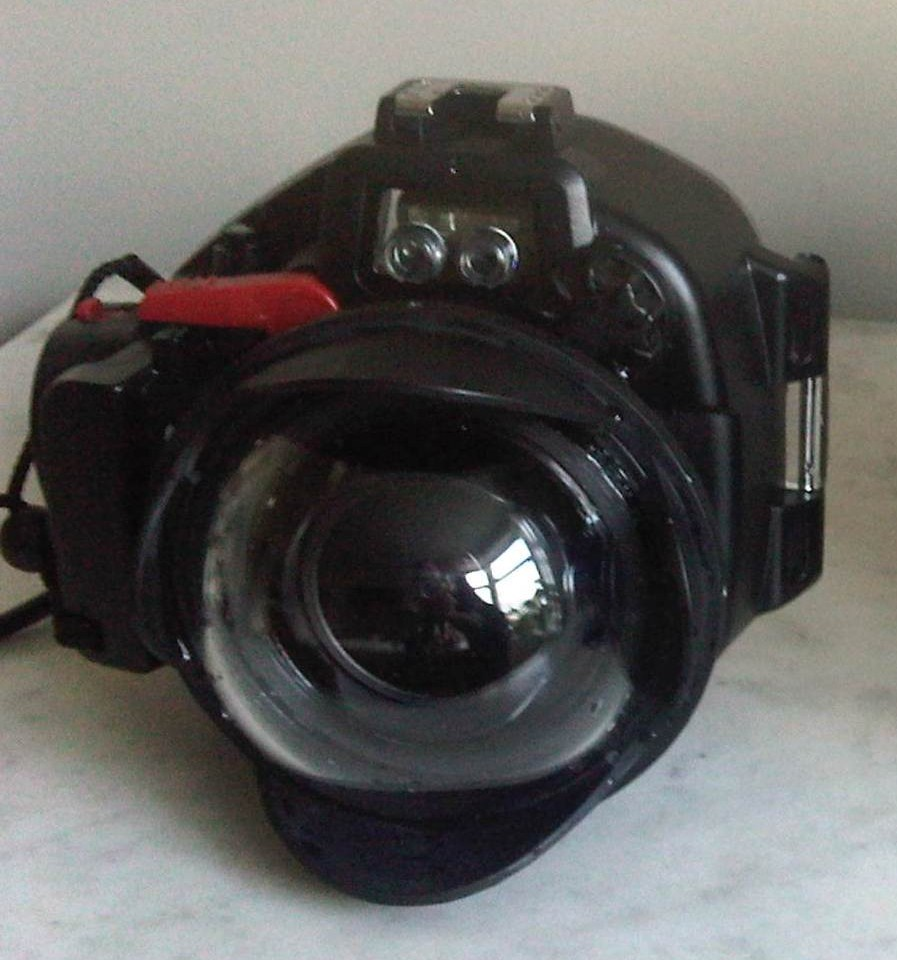
Caisson sous-marin Olympus avec minidôme de 10cm.

### Types de dôme
Les dômes existent en différentes tailles, notamment 8 pouces (20 cm), 6 pouces (15 cm), 5 pouces (12,5 cm) et 4 pouces (10 cm), entre autres. Les plus grands sont généralement conçus pour une utilisation générale avec différents types d'appareils photo ou d'objectifs. Les grands dômes semblent particulièrement adaptés aux appareils photo dotés d'un capteur plein format et d'objectifs linéaires grand angle. Cependant, il existe également des dômes de précision conçus pour des objectifs spécifiques avec un angle de vue extrêmement grand, comme l'objectif fisheye. Il s'agit principalement de petits (mini) dômes, tels que les dômes de 5 et 4 pouces, qui consistent en un hémisphère complet. En fait, les dômes plus grands sont souvent constitués d'une fraction de cet hémisphère, de sorte que l'objectif de la caméra est également plus proche de la vitre avant du dôme. Idéalement, le "point nodal" (point antiparallaxique) du dôme (il s'agit du centre de la sphère à partir de laquelle le dôme est fabriqué, voir la figure ci-contre) devrait coïncider avec celui de l'objectif. Dans les systèmes d'objectifs modernes tels que l'objectif fisheye, le faisceau incident n'a pas le même diamètre partout et on suppose une sorte de moyenne, également appelée pupille d'entrée.
Si ce n'est pas le cas, par exemple si l'objectif est trop avancé, des flous peuvent apparaître dans les coins de l'image. Le dôme idéal ou "de précision" est donc spécialement conçu pour un type d'objectif particulier.

### Minidômes
Pour le plus petit minidôme de 10 cm (4 pouces) de diamètre, le rayon est de 5 cm, et l'image virtuelle d'un objet à une distance infinie est de 15 cm. Pour les objets plus proches de la caméra, l'image virtuelle peut n'être que de quelques centimètres. Comme le minidôme ne projette pas aussi loin que les dômes plus grands, il est possible de s'approcher très près de l'objet. Par conséquent, même les petits poissons, par exemple, peuvent être affichés en grand et avec une grande netteté. Dans ce cas, cependant, l'objectif utilisé doit pouvoir faire la mise au point. En fait, seul l'objectif fisheye remplit cette condition. Sur les objectifs grand angle qui ne peuvent pas faire la mise au point, une lentille additionnelle de +2 dpt (dioptrie), par exemple, peut être installée. Un autre avantage du minidôme est que les objets situés juste devant le dôme peuvent être exposés de manière plus uniforme qu'avec un dôme de plus grande taille.
L'inconvénient du minidôme est que l'image virtuelle est relativement fortement incurvée. Les coins des prises de vue sous-marines peuvent donc être flous. En effet, l'objectif de l'appareil photo est conçu pour restituer les objets sur un plan plat. Avec une image virtuelle fortement incurvée, par rapport à un plan plat, les coins de l'image sont beaucoup plus proches de la caméra que le centre de la mise au point. Étant donné qu'avec un minidôme et un objectif fisheye, les objets situés à des distances très proches sont généralement mis au point, la profondeur de champ relativement faible peut rendre moins nets non seulement les coins, mais aussi les objets plus grands à l'arrière-plan (tels qu'un plongeur). Ce dernier point peut être amélioré en choisissant une ouverture plus petite. Dans des conditions de faible luminosité, où il convient de toute façon de choisir une plus grande ouverture, le flou d'angle et le flou de distance continueront à jouer un rôle. Cependant, le flou d'angle ne sera pas un problème avec un arrière-plan neutre, tel que de l'eau bleue.

## Objectif fisheye
Il existe deux types d'objectifs fisheye : les objectifs à courte distance focale fixe (par exemple 12 mm) et les objectifs à fonction "zoom", qui permettent de faire varier le point focal et donc l'angle de vue (par exemple entre 10 et 17 mm). Il existe des objectifs fisheye avec une image circulaire et rectangulaire. La seconde variante est surtout utilisée pour la photographie sous-marine. Dans ce cas, l'image remplit tout le cadre de la prise de vue et l'angle de vue mesuré le long de la diagonale est de 180°, mais il est plus petit verticalement et horizontalement.
Un objectif fisheye permet donc d'obtenir un angle de vue extrêmement large. Cela permet de s'approcher d'un objet sous-marin relativement grand (comme une épave ou une baleine).

### Focus rapproché grand angle (CFWA)
Cependant, l'objectif fisheye permet également de prendre des photos de petits objets sous-marins ou de poissons à très courte distance. Le nom anglais pour cela est CFWA (Close-Focus-Wide-Angle). Une forme extrême de CFWA est la macrophotographie grand angle. Dans ce cas, la taille de l'image est proche de celle de la macrophotographie, mais grâce à l'effet grand angle, même l'arrière-plan peut être mis au point. Les mini-zooms à faible rayon (par exemple 5 cm) s'y prêtent particulièrement bien. Ici, l'objet sous-marin se trouve à 5-8 cm devant la vitre avant de l'appareil photo.

### Split-image

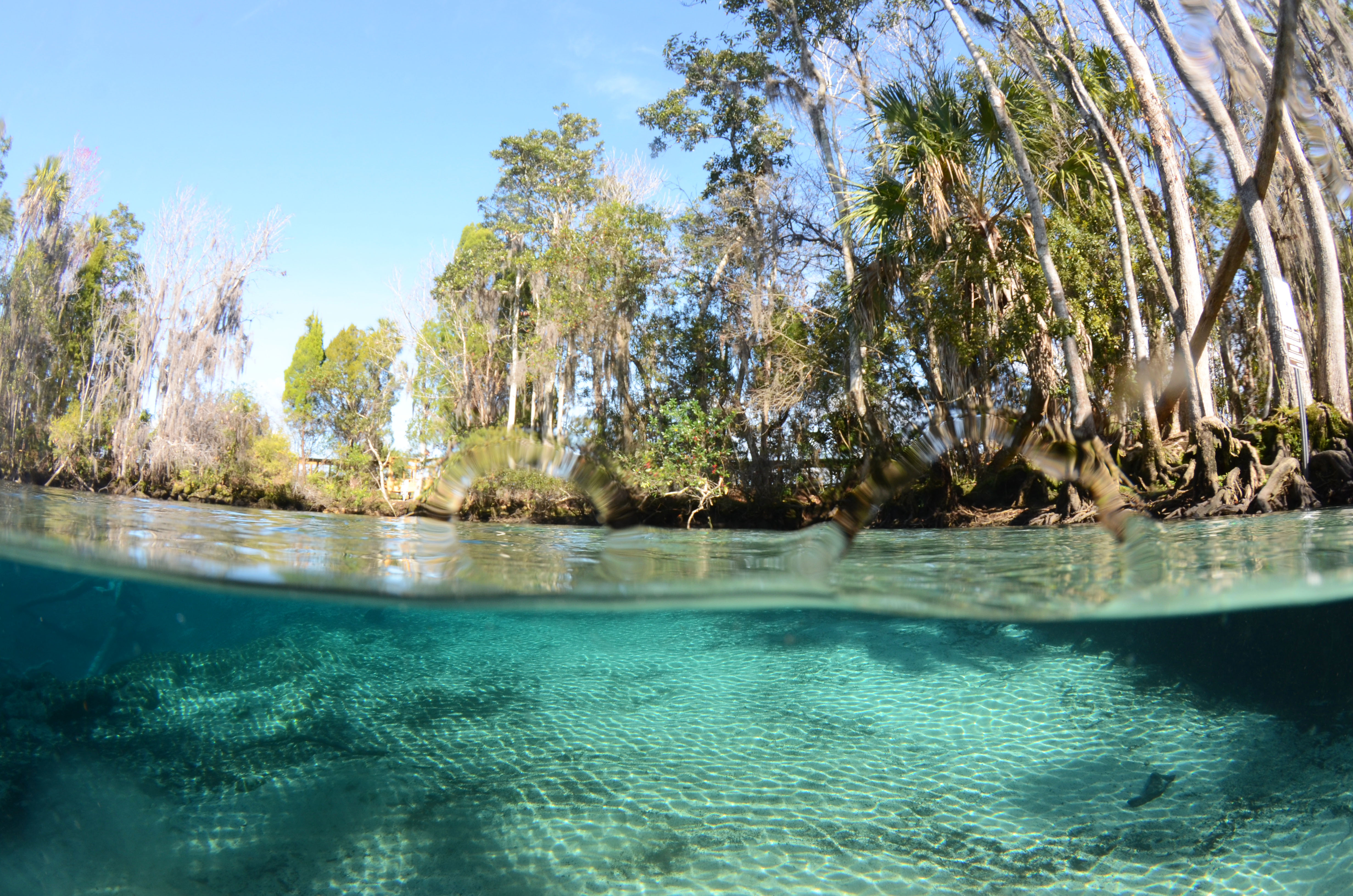
Exemple d'une prise de vue en image divisée.

Enfin, les objectifs fisheye sont utilisés pour les prises de vue en "split-image" (c'est-à-dire en double image : prise de vue en haut et en bas). Ici, par exemple, la partie supérieure montre un bateau ou des palmiers sur le rivage, et la partie inférieure un plongeur ou un paysage sous-marin. Ici, la ligne de flottaison passe idéalement par le centre de l'image. Les objectifs à immersion à grand rayon (par exemple 10 cm) sont particulièrement bien adaptés à cette fin. Cette dernière technique pose deux problèmes. Premièrement, l'image de l'objet mis au point sous l'eau est beaucoup plus proche que celle de l'objet au-dessus de l'eau en raison de l'image virtuelle de la lentille d'immersion. C'est pourquoi une petite ouverture est utilisée pour obtenir une plus grande profondeur de champ. Ainsi, la mise au point se fait sur l'objet situé sous l'eau (et non au-dessus). Deuxièmement, il y a moins de lumière sous l'eau qu'au-dessus. Pour exposer correctement l'objet immergé, on utilise souvent des flashes dirigés vers l'objet immergé. Il est également possible de régler une sensibilité du film plus élevée (ISO), ou de prendre les photos en eau peu profonde sous une forte lumière du soleil.

## Éclairage artificiel

### Technologie
Le flash est souvent utilisé sous l'eau pour compléter la lumière naturelle présente. Il existe de nombreux types de flashs conçus spécifiquement pour une utilisation sous-marine.
En raison de la brièveté du temps d'éclair, le nombre guide d'un flash électronique est indépendant de la vitesse d'obturation de l'appareil photo. Toutefois, il existe des restrictions concernant la vitesse d'obturation la plus courte de l'appareil photo numérique à laquelle un flash électronique reste efficace. Cette vitesse est également appelée vitesse de synchronisation du flash.
Les flashs sous-marins modernes offrent la possibilité de contrôler l'intensité lumineuse du flash manuellement (manuel) ou automatiquement via le système TTL. Les flashs sous-marins sont généralement équipés d'un diffuseur. Il s'agit d'un disque blanc placé devant la vitre avant du flash, qui donne un aspect plus doux et plus large à la lumière du flash. Lors de l'utilisation manuelle d'un flash, le nombre guide sous-marin est respecté. La valeur d'ouverture applicable à chaque distance du sujet est généralement indiquée dans un tableau. Par exemple : 1 mètre f 8, 50 cm f 16. En mode TTL, le flash est connecté à l'appareil photo par l'intermédiaire d'un câble de synchronisation spécial, où la lumière émise par le flash dépend de la mesure de la lumière par l'objectif de l'appareil photo.

### Positionnement des flashes

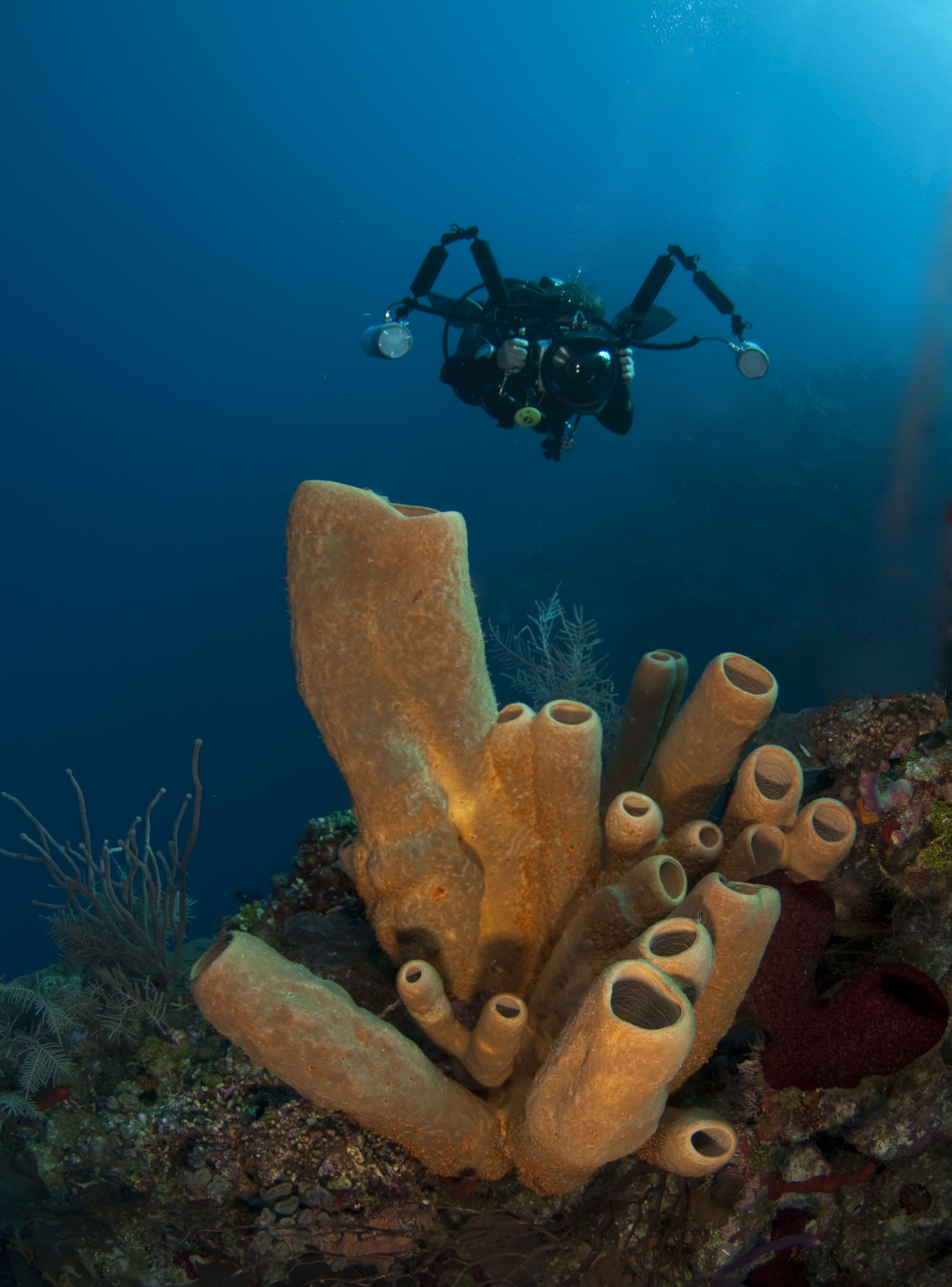
Positionnement des flashs pour réduire la rétrodiffusion des particules.

La position des flashes dépend du type de prise de vue. Pour les prises de vue grand angle d'objets plus éloignés et plus grands, les flashes sont plus éloignés du boîtier sous-marin et pointent légèrement vers l'avant et vers l'extérieur. Lors de la prise de vue d'objets plus petits juste devant la vitre frontale avec un objectif fisheye et un minidôme, les flashes doivent plutôt être maintenus "près" du boîtier sous-marin afin d'exposer correctement l'objet au premier plan. Il est également important qu'ils soient légèrement tirés vers l'arrière par rapport au boîtier sous-marin, sinon ils seront visibles dans la prise de vue. Pour les petits objets proches avec une vitre frontale plate, tels que les prises de vue macro, les flashes sont placés devant le boîtier sous-marin et dirigés vers l'intérieur.

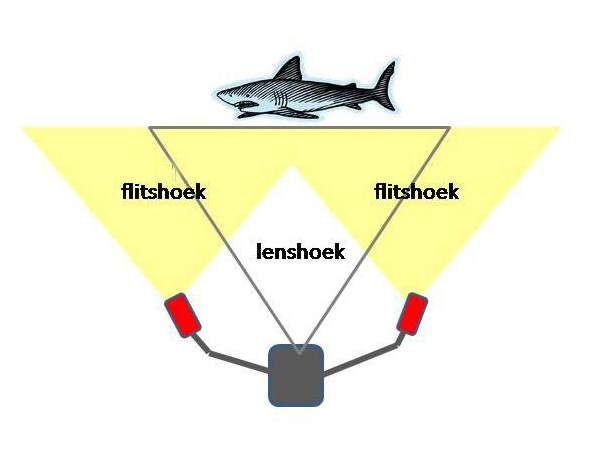
Position des flashes dans les prises de vue grand angle d'objets de grande taille. Les flashes ont de longs bras et sont légèrement orientés vers l'extérieur. Cette position permet d'obtenir une lumière douce et homogène et d'éviter l'effet de neige.

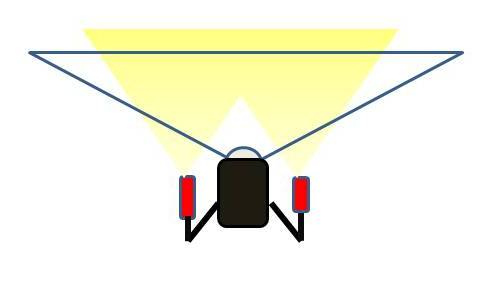
Position du flash lors de la prise de vue d'un petit objet juste devant l'objectif fisheye. Les flashes sont proches du boîtier sous-marin et tirés vers l'arrière pour ne pas être visibles.

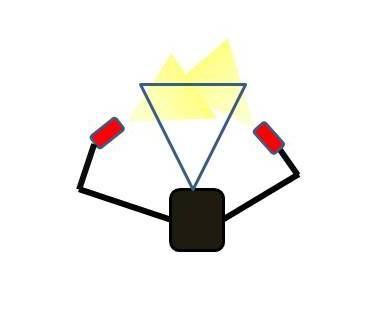
Position du flash en macrophotographie. Les flashes sont orientés vers l'avant et vers l'intérieur de l'objet.

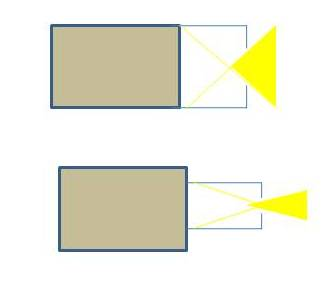
Le 'snoot' ; une construction utilisée pour concentrer le faisceau lumineux d'un flash.

### Utilisation du "snoot"
L'angle du faisceau, c'est-à-dire l'angle auquel le faisceau du flash est efficace, doit être d'au moins 90 degrés lors de l'utilisation d'objectifs grand angle (voir ci-dessous). L'utilisation de deux flashes, placés à droite et à gauche du boîtier sous-marin, permet d'éclairer les objets de manière plus homogène.
Un snoot est parfois utilisé pour la macrophotographie sous-marine. Il s'agit d'un capuchon ou d'un cylindre placé à l'avant du flash et qui concentre le faisceau lumineux de manière plus nette à travers une petite ouverture ronde à l'avant. Cela permet aux objets situés juste devant l'appareil photo, tels que les petits poissons, d'être mis en évidence de manière plus nette, tandis que l'arrière-plan reste sombre. Un tel "snoot" peut prendre de nombreuses formes. En variant la longueur du cylindre, ou en réduisant l'entrée ou la sortie de celui-ci, on peut rendre le faisceau plus petit ou plus grand, selon les besoins.

### Particules de flash

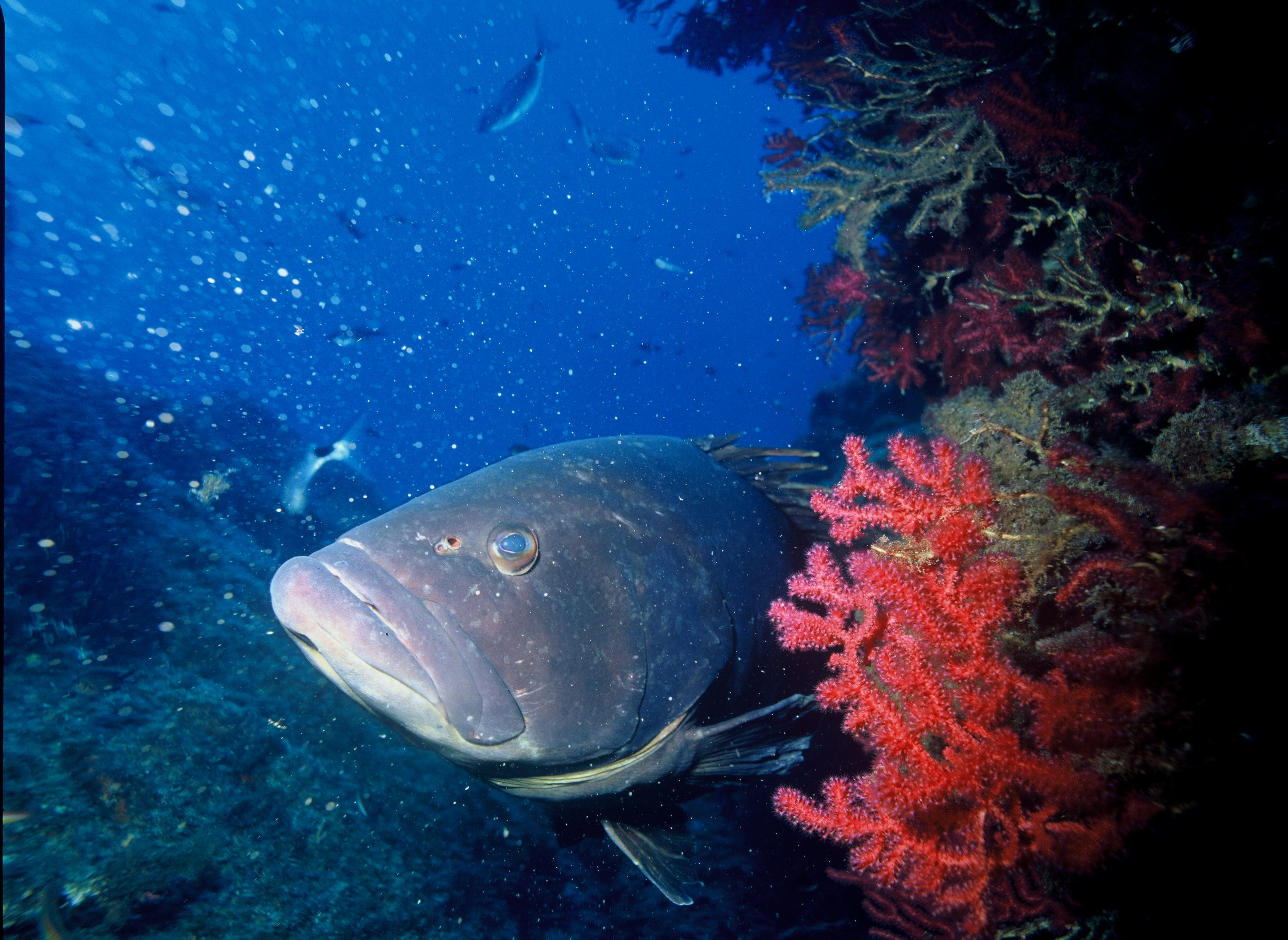
Prise de vue au grand angle. Exemple d'effet de neige.

Pour les objets éloignés (par exemple à 1 mètre de distance), on place généralement les flashes plus loin du boîtier, alors que pour les prises de vue rapprochées, on les place au contraire plus près du boîtier sous-marin. Pour obtenir une exposition plus atmosphérique, la puissance des flashes est parfois modifiée indépendamment en mode manuel : par exemple, pour les objets proches à 1/2 puissance et pour les objets éloignés à pleine puissance. Lors de l'utilisation d'un flash, les particules de poussière flottant dans l'eau devant l'appareil photo peuvent parfois renvoyer la lumière. Cet « effet de neige » (rebondissement de la lumière du flash par des particules de poussière dans l'eau, en anglais : backscatter) peut être contré en orientant le flash vers l'objet le plus à côté de l'appareil photo, de sorte que l'espace entre l'appareil photo et l'objet soit exposé le moins possible. L'effet de neige se produit principalement dans les photos grand angle. En gros plan et en macrophotographie, l'effet est à peine perceptible car les niveaux d'éclairement du sujet et des particules de poussière réfléchissantes diffèrent à peine.

### Connexions électriques ou à fibres optiques?
Les flashs sous-marins peuvent être commandés depuis l'appareil photo de deux manières : via un câble électrique ("synchro") ou un câble à fibre optique (voir figure ci-dessous à gauche). Le câble électrique étanche est connecté à l'aide de connecteurs spéciaux au flash sous-marin externe et au boîtier sous-marin. Le connecteur du boîtier sous-marin est ainsi relié à la griffe flash de l'appareil photo. Les câbles et les connecteurs restent sensibles à l'humidité pénétrante et à la corrosion, et les connecteurs sont sécurisés par des joints toriques.
Le câble à fibres optiques est alimenté par la lumière du flash interne, c'est-à-dire de l'appareil photo lui-même, qui doit généralement être déplié pour ce faire. La lumière est recueillie par un capteur blindé situé à l'avant du boîtier sous-marin. Ce câble présente l'avantage d'avoir une connexion ouverte avec l'eau, ce qui le rend moins sensible à l'humidité ou à la corrosion. L'inconvénient est que la vitesse d'obturation de l'appareil photo dépend désormais en partie du temps de cycle du flash interne (de l'appareil photo) et que les piles de l'appareil photo sont davantage sollicitées.

### Flash stroboscopique
Un flash externe déclenché par le rayonnement d'une source lumineuse primaire (c'est-à-dire directement connectée à l'appareil photo) est également connu sous le nom de système asservi. Un flash asservi peut être déclenché par les capteurs internes de l'appareil photo, par l'intermédiaire d'un capteur (ou d'une prise) situé à l'avant du boîtier sous-marin et d'un câble à fibre optique. Il existe également des systèmes sans fil dans lesquels le flash asservi est contrôlé par un capteur optique séparé. Celui-ci déclenche le flash asservi lorsqu'il est touché par le faisceau d'un autre flash externe. Il peut s'agir d'un capteur séparé ou d'un capteur intégré au flash asservi lui-même. Un problème peut survenir si le capteur réagit également à un éclair "pré-flash". Il s'agit d'une brève impulsion lumineuse (ou d'une série d'impulsions) émise avant l'éclair réel, afin de contrôler l'intensité de l'éclair. Cela se produit, par exemple, en mode TTL (mesure de la lumière à travers l'objectif) du flash primaire. Cependant, en le réglant sur le mode "manuel", le pré-flash peut être supprimé. Cependant, le capteur doit être réglé à l'angle approprié pour qu'il réponde toujours au "déclenchement" du flash primaire. Les systèmes asservis sont souvent utilisés pour obtenir des effets spéciaux, tels que l'éclairage expressif d'objets dans des grottes, etc.

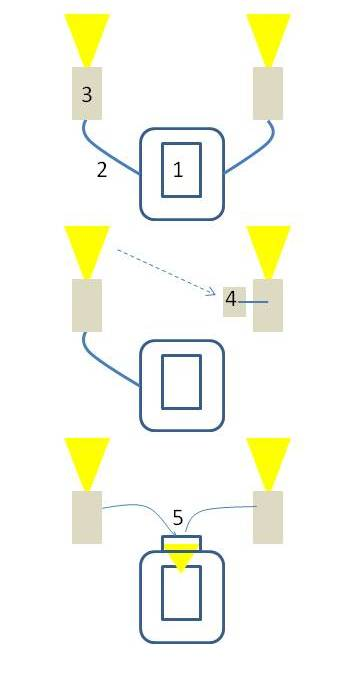
Trois types de contrôle des flashs sous-marins (voir texte). 1=Caisson sous-marin, 2=Câbles électriques, 3=Flashs externes 4=Capteur et flash esclave libres, 5=Flash interne avec capteur et câbles à fibres optiques vers deux flashs externes esclaves.

#### Principaux constructeurs de flashs électroniques
Les principaux constructeurs de flashs sous-marins sont :
- Ikelite
- Inon
- Marelux
- Nikon (abandonné)
- Retra
- Sea&Sea
- Sunpak (abandonné)
- Subtronic

### Les lampes pilotes
Une lampe pilote est une lumière de faible intensité utilisée pour composer l'image lorsque le flash est destiné à l'éclairer. Elle permet de mieux voir le sujet pour la mise au point et le cadrage de la photo, mais ne fournit pas assez de lumière pour interférer avec l'éclairage du flash. Certains flashes sont équipés d'une lampe pilote intégrée avec un entonnoir en aluminium et un flash pour orienter l'angle dans lequel la lumière est exercée. Sinon, une lampe de plongée diffuse et de faible puissance peut faire l'affaire pour les travaux rapprochés.

### Les éclairages vidéo
Une lumière vidéo est une source de lumière puissante utilisée principalement pour la prise de vue vidéo dans des environnements où la lumière naturelle est insuffisante, mais elle peut également être utilisée comme source de lumière principale pour la photographie. L'emplacement de la lampe vidéo suit les mêmes recommandations que pour la photographie au flash, avec l'avantage que l'éclairage peut être clairement vu et évalué avant l'exposition. L'éclairage constant nécessite beaucoup plus d'énergie que le flash, et cette méthode convient mieux aux appareils photo dotés d'un capteur CCD suffisamment sensible et aux travaux de près. Un autre avantage est que la lampe vidéo fournit un bon éclairage pour la plongée en général. Les éclairages vidéo dont l'intensité est réglable sont encore plus polyvalents. Les éclairages vidéo ont tendance à être montés de la même manière que les flashs. La lumière intense peut perturber les animaux sensibles à la lumière et ceux-ci peuvent réagir en s'éloignant de la source. Une grande partie des appareils photo numériques sont dotés d'une fonction vidéo haute définition, et les lampes vidéo permettent de passer de l'image fixe à l'image vidéo en utilisant le même équipement.

## Prise de vue en lumière mixte

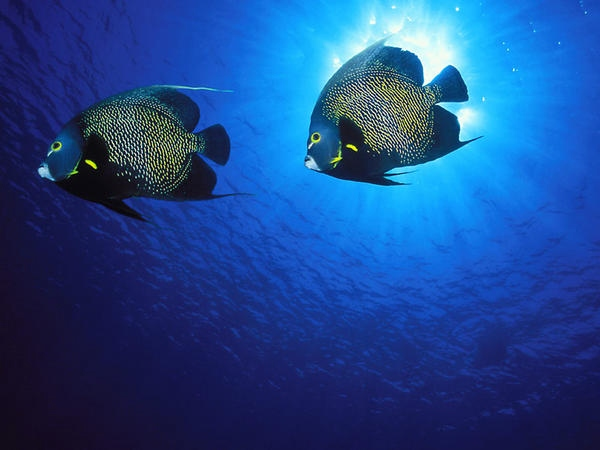
Image grand angle de deux poissons-anges français en lumière mixte avec un bon équilibre entre le flash et la lumière du soleil.

Dans les prises de vue grand angle, le flash sous-marin est principalement utilisé pour donner aux objets ou aux poissons proches de l'appareil photo leur couleur naturelle. Dans le même temps, on essaie également de tirer parti de la lumière naturelle de l'arrière-plan, par exemple en choisissant une vitesse d'obturation légèrement plus lente. Cette technique délicate est également connue sous le nom de prise de vue en lumière mixte (voir les photos ci-dessous dans la galerie). Le contraste entre le premier plan coloré et l'arrière-plan bleu donne à ces photos un effet de profondeur spectaculaire. En raison du temps d'exposition court du flash, même avec une vitesse d'obturation plus lente de 1/30 s, les objets statiques au premier plan, tels que les coraux ou les éponges, restent nets. Les objets en mouvement, tels que les poissons, peuvent parfois présenter une image double sur les bords. Le réglage de l'exposition pour une prise de vue sous-marine est délicat et consiste à trouver le bon équilibre entre la vitesse d'obturation et l'ouverture du diaphragme. Le réglage manuel de la vitesse d'obturation et/ou de l'ouverture est donc souvent préférable à la sélection automatique de ces valeurs par l'appareil photo.

## Soleil dans le cadre

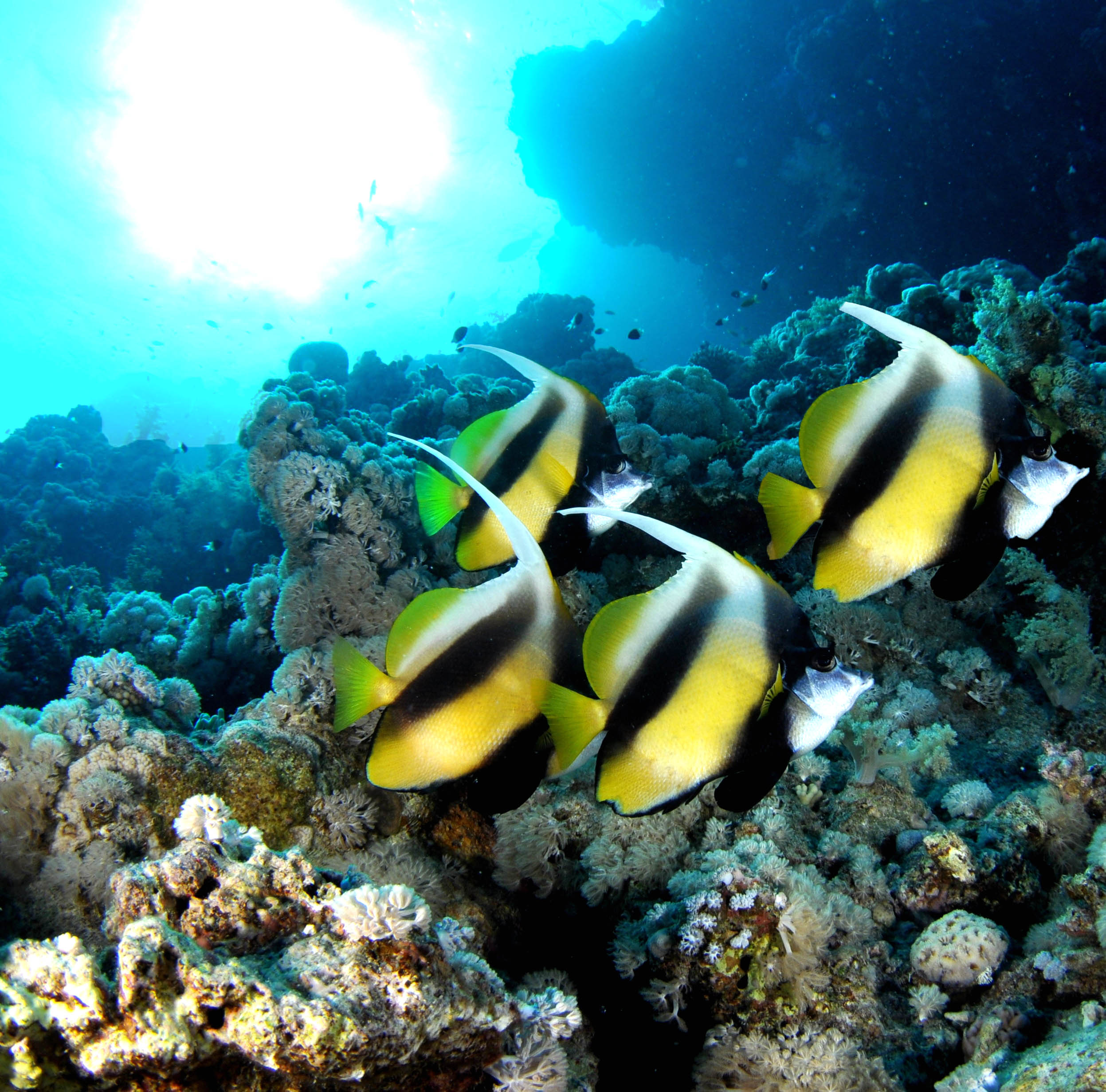
Exemple de soleil surexposé ("boule de soleil") dans la prise de vue.

Les prises de vue face à la surface de l'eau souffrent parfois d'une surexposition due à la présence du soleil à l'arrière-plan. Un soleil dans le cadre peut créer de magnifiques effets dus aux rayons du soleil dans l'eau. Ce phénomène est plus probable s'il y a des particules de poussière dans l'eau. Lorsqu'elles sont surexposées, ces "boules de soleil" sont parfois entourées d'un anneau de couleur cyan gênant. Il existe en fait une forme extrême de hautes lumières (anglais : highlights) où la zone surexposée ou coupée est uniformément blanche sans aucun détail. Cela est dû en partie au fait que les capteurs des appareils photo numériques sont beaucoup plus sensibles à la lumière de haute intensité que ceux des anciens appareils photo analogiques. Cet effet peut être supprimé en choisissant une vitesse d'obturation plus rapide et une ouverture plus petite (par exemple, 1/250 à F11), à un nombre ISO faible (par exemple, ISO 100). Pour obtenir une exposition correcte de l'objet en premier plan, le flash doit être placé aussi près que possible de l'objet en premier plan. Toutefois, cela dépend du temps de synchronisation du flash de l'appareil photo concerné. D'autres solutions pratiques consistent à placer un objet sous-marin entre l'appareil photo et le soleil ou à prendre la photo lorsque le soleil est bas, par exemple tôt le matin ou en fin d'après-midi.

## Histoire et pionniers
- 1856 - William Thompson réalise la première prise de vue sous-marine avec un appareil photo monté sur un trépied.
- 1893 - Louis Boutan réalise des enregistrements sous-marins à l'aide d'un scaphandre à casque.
- 1914 - John Ernest Williamson réalise les premiers enregistrements cinématographiques sous-marins[21].
- 1923 - W.H. Longley et Charles Martin réalisent les premières prises de vue en couleur à l'aide d'un flash.
- années 1950 - Dimitri Rebikoff invente divers flash électroniques sous-marins (la baleine, le baby, le baby2 et la torpille Rebikoff).
- 1957 - Le Calypso phot : cet appareil photo amphibie est conçu par Jean de Wouters pour Jacques-Yves Cousteau. Ce modèle est ensuite commercialisé par Nikon sous le nom d'appareil photo sous-marin Nikonos.
- Pionniers : parmi les principaux photographes sous-marins européens de la seconde moitié du XXe siècle on trouve Ludwig Sillner et Hans Hass. Hans Hass a développé le légendaire boîtier sous-marin Rolleimarin pour le Rolleiflex 3.5F, appareil photo reflex à deux objectifs. Aux Pays-Bas, l'ingénieur Ruud Rozendaal est le pionnier de la photographie sous-marine. L'un des premiers constructeurs de matériels de prise de vue sous-marine a été en Europe le suisse René Hugenschmidt, dont les créations de caissons étanches ont atteint une renommée mondiale.

## Utilisations

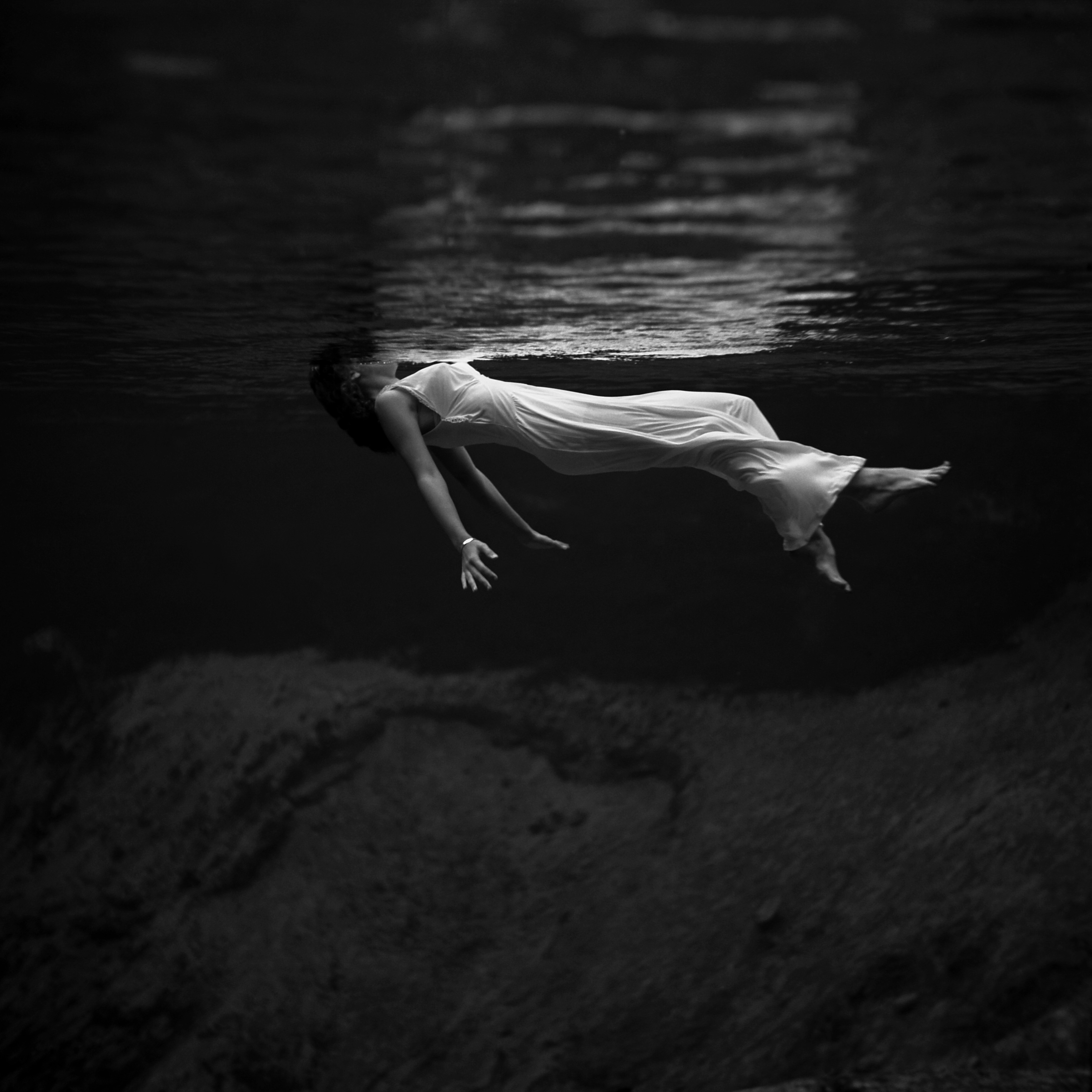
Photographie d'une femme dans un spectacle aquatique en couverture du magazine de mode Harper's Bazaar, dans le numéro de décembre 1947.

Les utilisations et les possibilités de création de la photographie sous-marine sont extrêmement variées :
- Photographie artistique (en), où l'impact émotionnel sur le spectateur est une préoccupation majeure.
- Enregistrement de l'état des équipements et des structures immergées par des plongeurs professionnels, lorsque l'objectif est de présenter avec précision des preuves visibles de l'état du sujet.
- Enregistrements de l'environnement à des fins personnelles et scientifiques:
  - Prise de vue des poissons, crustacés, mammifères et plantes dans différentes profondeurs d'eau, ainsi que dans différentes conditions de lumière,
  - Prise de vue des êtres vivants marins dans un océanarium,
  - Prise de vue des sites marins et notamment de récifs coralliens,
  - Prise de vue d'épaves de bateaux, et d'autres structures immergées,
  - Les sites web de sciences participatives pour l'enregistrement de la biodiversité utilisant des photographies sous-marines comme enregistrements, tels que iNaturalist, Reef Life Survey (en), iSpot (en), etc., utilisent la photographie comme une source fiable de données objectives où l'observateur n'est pas tenu d'être reconnu comme un expert dans l'identification du sujet, mais on lui fait confiance pour fournir des informations suffisamment précises concernant l'heure, l'emplacement et des métadonnées similaires. La couverture photographique de l'environnement sous-marin par les plongeurs de loisir est beaucoup plus fréquente que la capacité de recherche scientifique pour les sites de plongée populaires.

## Formations
Plusieurs fédérations de plongée proposent des formations et des certifications spécifiques à la photographie sous-marine.
On peut citer entre autres :
- Professional Association of Diving Instructors (PADI) : Digital Underwater Photographer[22] ;
- Confédération mondiale des activités subaquatiques (CMAS) : photographe subaquatique ;
- Association des instructeurs de plongée (ADIP) : photographe subaquatique ;
- Fédération française d'études et de sports sous-marins (FFESSM) : trois niveaux de photographe sous-marin, trois niveaux de « vidéaste » sous-marin et pour les plus motivés, la possibilité de devenir formateur.

## Potentiel scientifique
La photographie sous-marine s'est largement démocratisée depuis le début des années 2000, et chaque année plusieurs millions de clichés sont publiés sur internet, certains provenant de sites rares ou isolés. Cette masse de documents possède un potentiel scientifique énorme, puisque la puissance d'échantillonnage de ces millions de touristes est bien supérieure au peu de temps que les scientifiques professionnels peuvent consacrer à leurs investigations de terrain. En conséquence, plusieurs programmes de sciences participatives ont vu le jour, soutenus par des sites internet de géolocalisation et identification (comme iNaturalist), ou plus simplement de protocoles d'auto-organisation et d'entre-enseignement à destination des randonneurs subaquatiques, permettant parfois des avancées scientifiques impressionnantes.

## Photographes sous-marins connus
- Laurent Ballesta, photographe français et réalisateur sous-marin
- Michel Roggo, photographe animalier suisse
- Alexandre Hache (1974-2022), photographe sous-marin français, lauréat en 2021 du prix Galathéa d'Or dans la catégorie Ambiance au Festival international de l'image sous-marine de Hyères[24]
- Jacques-Yves Cousteau – Inventeur du scaphandre sous-marin, photographe et réalisateur sous-marin.
- Brian Skerry, photojournaliste américain, 11 fois lauréat du prix Wildlife Photographer of the Year
- Alexis Rosenfeld
- Jonathan Bird – photographe et cinéaste
- Neville Coleman – Photographe et journaliste

## Galerie

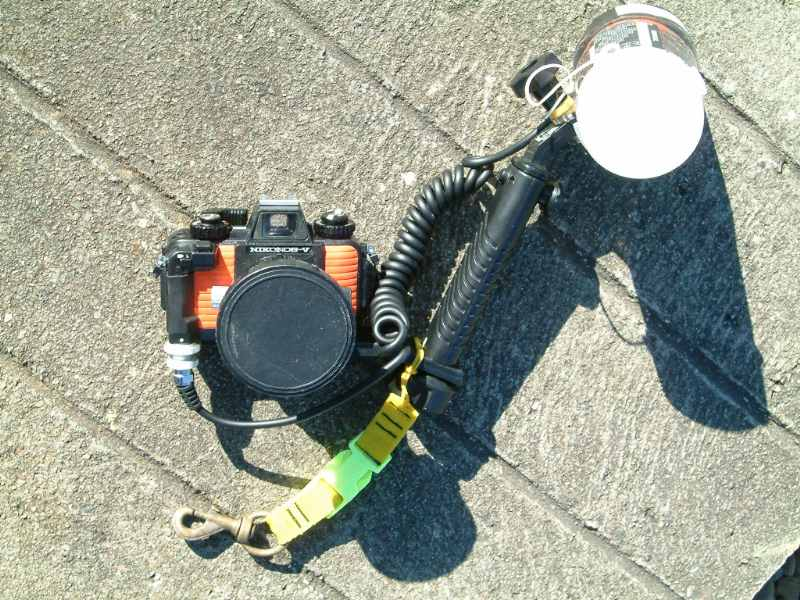
Appareil photo sous-marin Nikonos V.
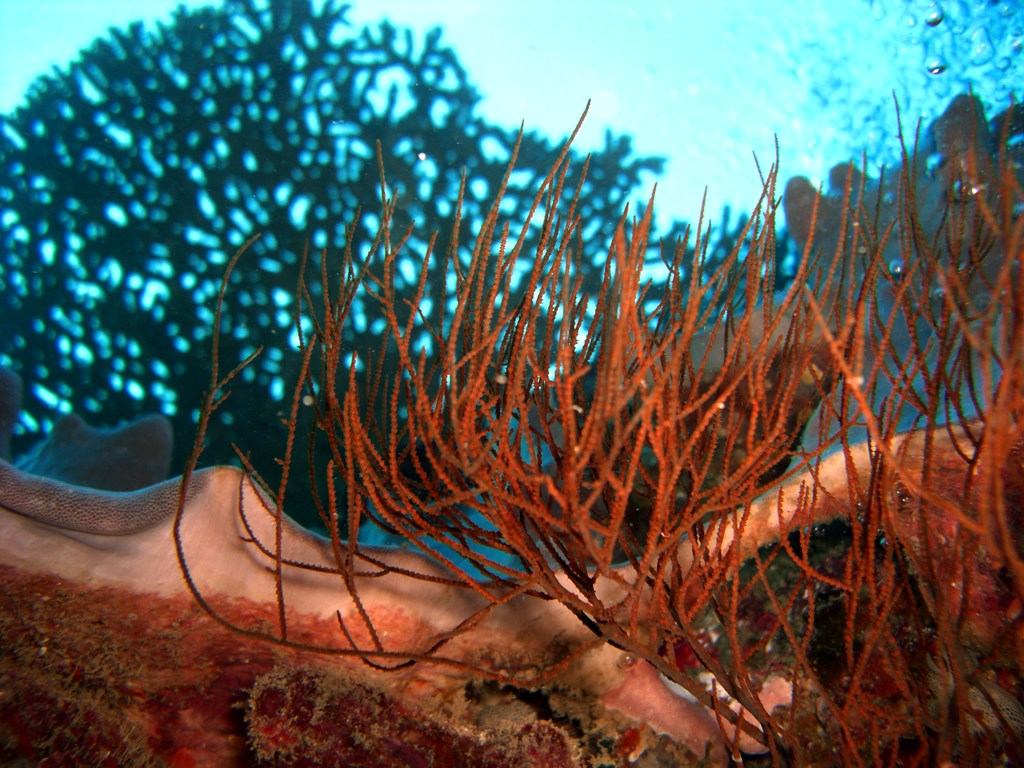
Une image sous-marine de gorgones en lumière mixte, Mayotte.
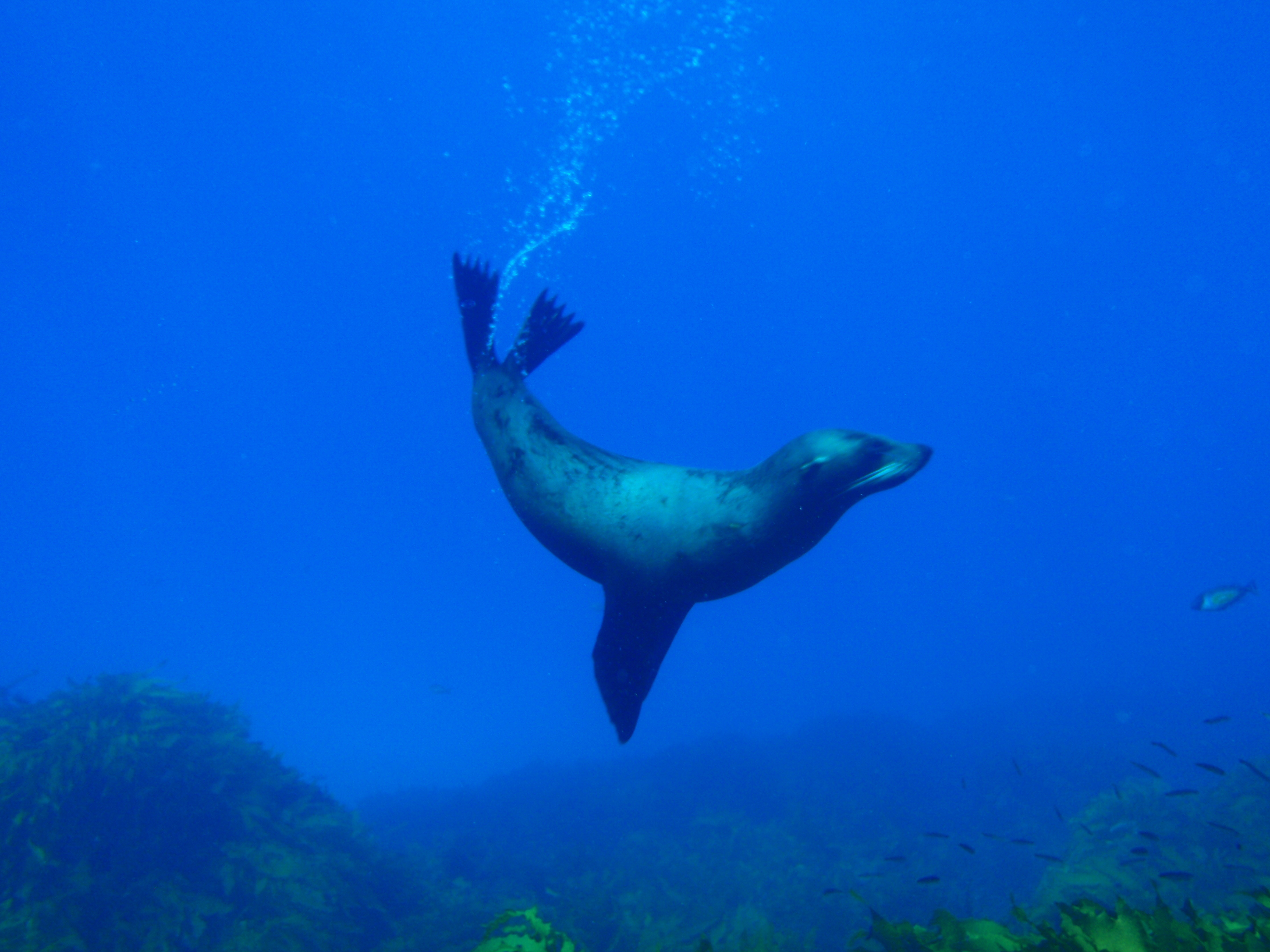
Un phoque en Australie-Méridionale, avec une prise de vue au grand angle.
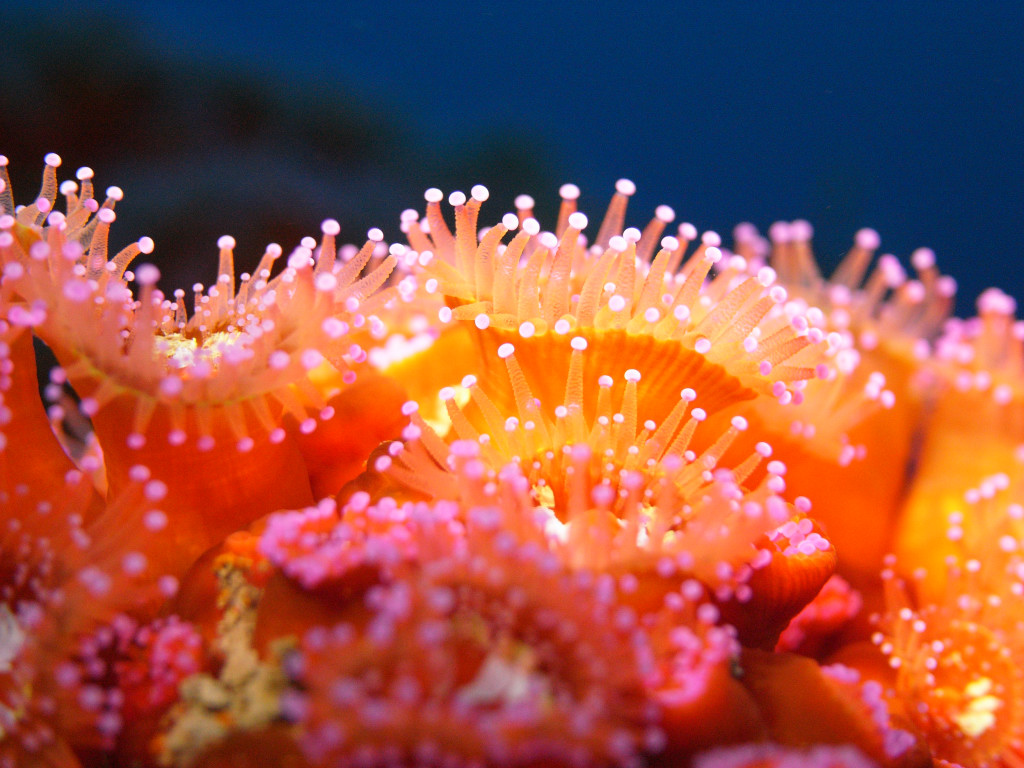
Anémones bijoux sur l'épave de l'Alice Robert, Port-Vendres, prise en macrophotographie.
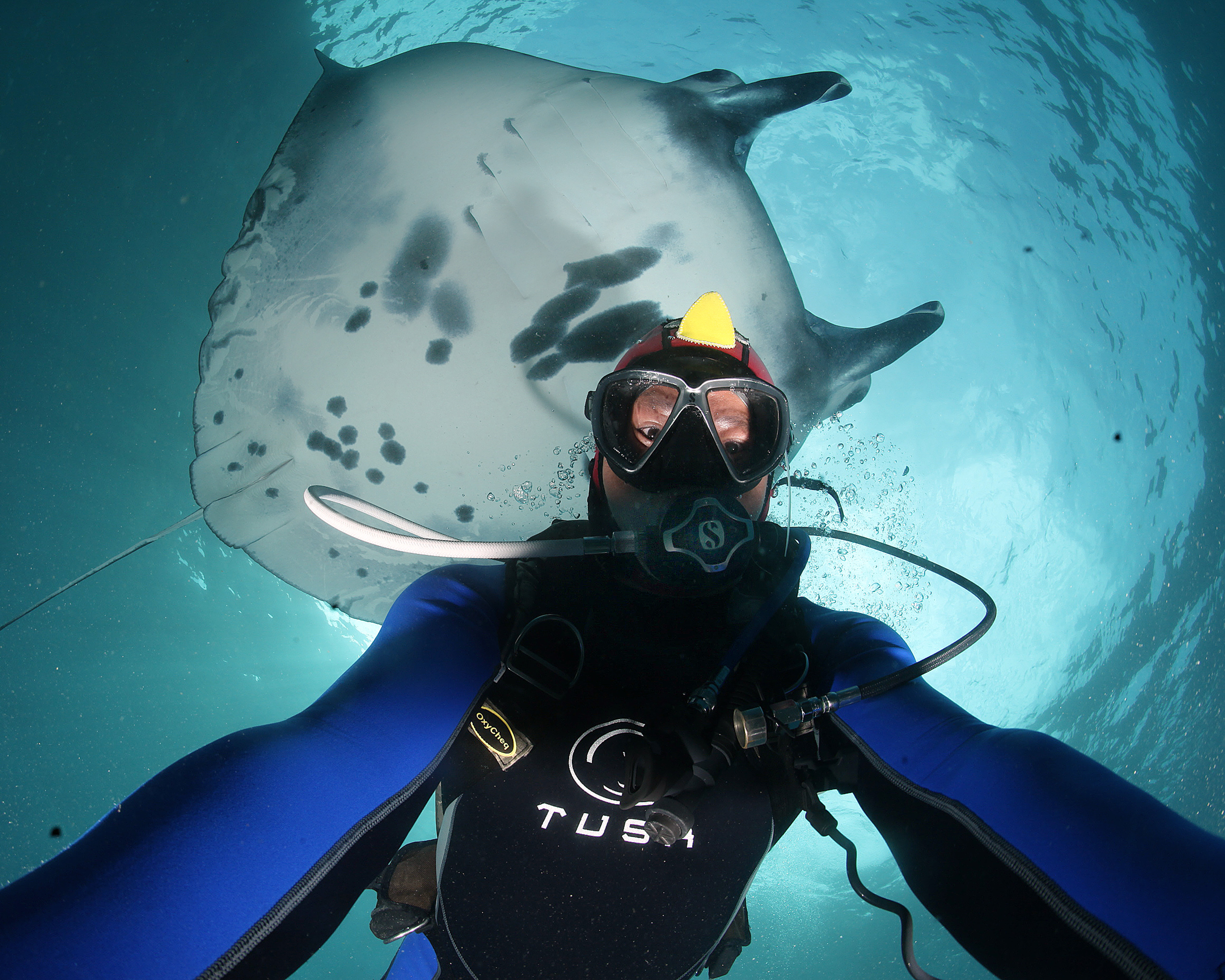
Selfie d'un plongeur à Bali, Indonésie, avec une raie manta.
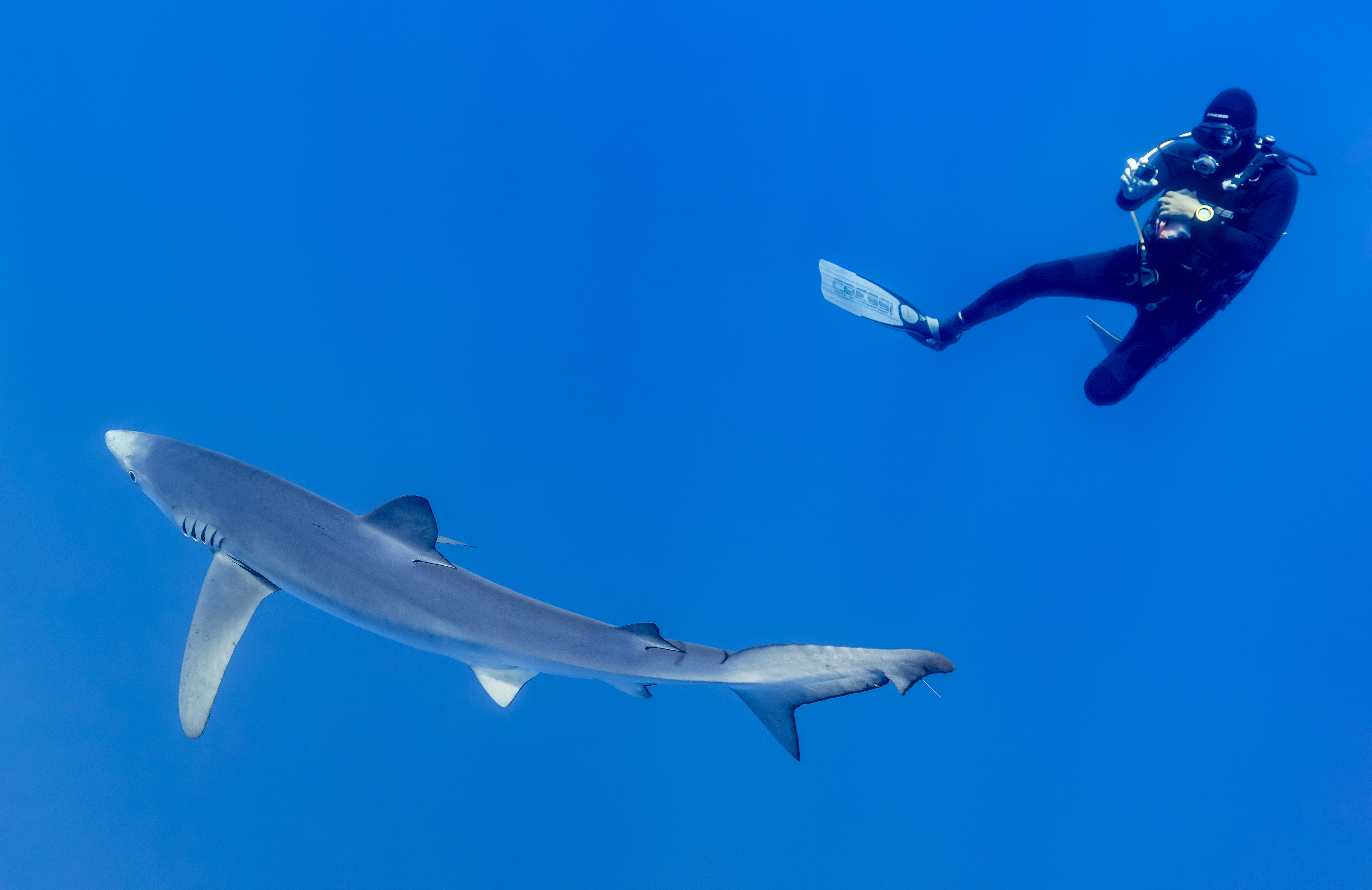
Un plongeur photographiant un requin bleu, aux Açores.
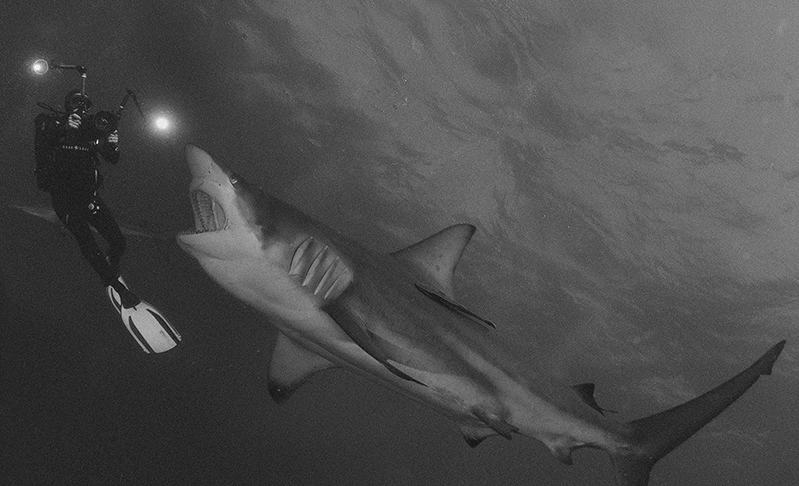
Cliché en noir et blanc d'un requin blanc et d'un plongeur photographe, Nikon D800, 2014

## Anecdote
Le plus important concours allemand de photographie sous-marine « Kamera Louis Boutan » - organisé par l'association allemande des plongeurs sportifs - porte également son nom de son inventeur.